# 613 điều răn

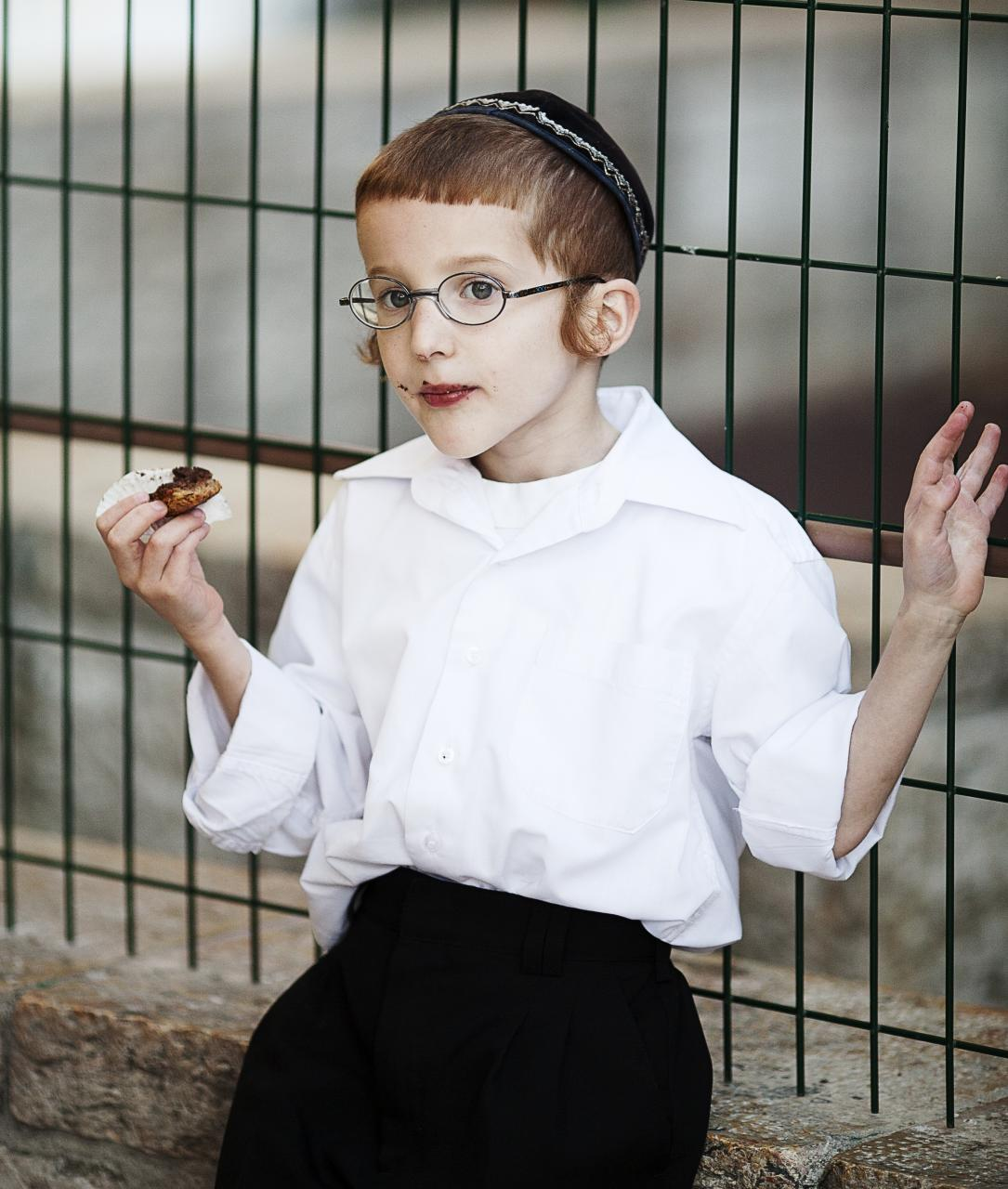
Nam giới người Do Thái không được cắt tóc ở vùng thái dương

Truyền thống coi 613 điều răn (tiếng Hebrew: תרי"ג מצוות: taryag mitzvot, "613 mitzvot") là số lượng điều răn (mitzvot) có trong Kinh thánh Torah của Do Thái giáo bắt đầu vào thế kỷ thứ 3 công nguyên, khi thầy đạo Simlai nhắc tới trong một bài giảng được chép lại trong sách Makkot Talmud 23b. Các nguyên lý của luật Kinh thánh này cũng được gọi chung là "Luật Moses", "Luật Sinai", hay đơn giản là "Lề Luật".
613 điều răn bao gồm "điều răn tích cực" (mitzvot aseh), tức là các yêu cầu thực hiện, tuân thủ và "điều răn tiêu cực" (mitzvot lo taaseh), là những điều cấm đoán, kiêng kỵ. Có 365 điều răn tiêu cực, là số ngày của Năm chí tuyến. Có 248 điều răn tích cực, đại diện cho 248 mẩu xương trong cơ thể con người (Babylonian Talmud, Makkot 23b-24a). Các điều răn tiêu cực được áp dụng theo nguyên tắc hy sinh yehareg ve'al ya'avor, nghĩa là "thà chết chứ không vi phạm", thuộc về ba thể loại là giết người, thờ ngẫu tượng, và các hành vi tình dục bị cấm.

## Ý nghĩa của 613 điều răn
Dựa vào Kinh thánh Talmud (tractate Makkoth 23b), Deut. 33:04 chỉ ra rằng Moses truyền Torah của Đức Chúa Trời cho dân tộc Israel: "Moses dạy chúng ta luật kinh thánh Torah, một di sản cho cộng đồng Jacob".
Kinh thánh Talmud chỉ ra rằng hệ thống số học Hebrew "Gematria" của kinh thánh Torah là 611, và kết hợp 611 điều răn của Moses và hai điều răn đến trực tiếp từ Đức Chúa Trời, bổ sung thành 613 điều răn.

## Danh sách của Maimonides
Đây là danh sách 613 điều răn có nguồn gốc từ Kinh Thánh Hebrew được tổng hợp bởi Maimonides
| Danh sách của Maimonides dựa vào Kinh Thánh Torah |
| --- |
| 1. Gen. 1:28 — Có con với một vợ 2. Gen. 32:33 — Không ăn các gân của đùi 3. Ex. 12:2 — Toà án phải tính toán để xác định khi một tháng mới bắt đầu 4. Ex. 12:6 — Giết mổ trong ngày lễ Vượt Qua theo thời gian quy định 5. Ex. 12:8 — Ăn thịt con chiên với matzah và Marror vào buổi tối thứ 14 của tháng Nisan 6. Ex. 12:9 — Không ăn thịt sống hoặc thịt luộc trong ngày lễ vượt qua 7. Ex. 12:10 — Không bỏ dư thừa thịt vào ngày lễ vượt qua cho đến khi buổi sáng 8. Ex. 12:15 — Đốt bỏ tất cả thực phẩm lên men vào ngày thứ 14 của tháng Nisan 9. Ex. 12:18 — Ăn bánh matzah vào đêm đầu tiên của ngày lễ vượt qua 10. Ex. 12:19 — Không tìm đồ ăn lên men trong bảy ngày 11. Ex. 12:20 — Không trộn thực phẩm lên men vào ngày lễ vượt qua 12. Ex. 12:43 — Kẻ bội giáo không ăn nó 13. Ex. 12:45 — Công nhân hay nô lệ không ăn nó 14. Ex. 12:46 — Không lấy thịt vượt qua khỏi sự hạn chế của nhóm 15. Ex. 12:46 — Không được làm gẫy xương trong ngày lễ vượt qua Ps. 34:20 16. Ex. 12:48 — Linh mục chưa cắt bao quy đầu Kohen (priest) không ăn Terumah (heave offering) 17. Ex. 12:48 — Trai chưa cắt bao quy đầu không ăn nó 18. Ex. 13:3 — Trong 7 ngày của lễ vượt qua không ăn đồ lên men 19. Ex. 13:7 — Trong 7 ngày của lễ vượt qua không nhìn đồ lên men 20. Ex. 13:8 — Kết nối với Sách xuất hành tưởng nhớ về ai cập cổ xưa vào đêm đó 21. Ex. 13:12 — Tách biệt những con vật đầu lòng 22. Ex. 13:13 — Chuộc lại con lừa con đầu lòng và hiến tế con chiên cho linh mục Kohen 23. Ex. 13:13 — Bẻ gẫy cổ lừa con nếu người sở hữu không muốn chuộc lại nó 24. Ex. 16:29 — Không đi ra ngoài khỏi phạm vi thành phố vào ngày Sa Bát 25. Ex. 20:2 — Chỉ có một Đức Chúa Trời duy nhất mà thôi 26. Ex. 20:3 — Chỉ có duy nhất một Đức Chúa Trời và không có bất cứ vị thần khác — Yemenite->Ex. 20:2 27. Ex. 20:5 — Không tạo ra hình tượng để thờ lạy — Yemenite->Ex. 20:4 28. Ex. 20:6 — Không bắt chước cách thờ lạy của những người thờ lạy hình tượng — Yemenite->Ex. 20:5 29. Ex. 20:6 — Không thờ lạy hình tượng theo 4 cách mà chúng ta thờ lạy Chúa — Yemenite->Ex. 20:5 30. Ex. 20:7 — Không kêu tên Đức Chúa Trời vô cớ — Yemenite->Ex. 20:6 31. Ex. 20:9 — Thánh hóa ngày bằng nghi lễ Kiddush và Havdalah — Yemenite->Ex. 20:8 32. Ex. 20:11 — Cấm lao động vào ngày Sa bát — Yemenite->Ex. 20:10 33. Ex. 20:13 — Cấm giết người — Yemenite->Ex. 20:12 34. Ex. 20:13 — Hiếu thảo mẹ cha — Yemenite->Ex. 20:12 35. Ex. 20:14 — Không bắt cóc — Yemenite->Ex. 20:13 36. Ex. 20:14 — Không làm chứng dối — Yemenite->Ex. 20:13 37. Ex. 20:15 — Không thèm muốn, không lập kế hoạch để chiếm tài sản của người khác — Yemenite->Ex. 20:14 38. Ex. 20:21 — Không tạo hình người cho dù là để trang trí — Yemenite->Ex. 20:20 39. Ex. 20:24 — Không xây bàn thờ bằng đá đẽo bằng kim loại — Yemenite->Ex. 20:23 40. Ex. 20:27 — Không leo lên bàn thờ — Yemenite->Ex. 20:26 41. Ex. 21:2 — Mua nô lệ Do Thái dựa vào lề luật 42. Ex. 21:8 — Cứu chuộc nô lệ nữ Do Thái 43. Ex. 21:8 — Cưới nô lệ nữ Do Thái 44. Ex. 21:8 — Ông chủ không được bán nô lệ nữ 45. Ex. 21:10 — Không được cắt giảm thực phẩm, quần áo, và quan hệ tình dục với vợ của ngươi 46. Ex. 21:15 — Không đánh ba má 47. Ex. 21:17 — Không chửi mẹ cha 48. Ex. 21:18 — Toà án phải thực hiện luật chống lại các cuộc tấn công người khác hoặc thiệt hại tài sản của người khác 49. Ex. 21:20 — Toà án phải thực hiện án tử hình của thanh kiếm 50. Ex. 21:28 — Không được hưởng lợi từ một con bò bị kết án bị ném đá 51. Ex. 21:28 — Tòa án phải xét thiệt hại phát sinh bởi một con bò Göring 52. Ex. 21:33 — Tòa án phải đánh giá những thiệt hại phát sinh do một hố 53. Ex. 21:37 — Toà án phải thực hiện các biện pháp trừng phạt đối với kẻ trộm cắp 54. Ex. 22:4 — Tòa án phải đánh giá những thiệt hại phát sinh do một động vật ăn 55. Ex. 22:5 — Tòa án phải đánh giá những thiệt hại phát sinh do hỏa hoạn gây ra 56. Ex. 22:6 — Toà án phải thực hiện pháp luật lên một bảo vệ chưa được trả tiền lương 57. Ex. 22:8 — Toà án phải thực hiện luật pháp lên nguyên đơn, thừa nhận hoặc người từ chối 58. Ex. 22:9 — Toà án phải thực hiện luật pháp lên công nhân thuê và vệ sĩ thuê 59. Ex. 22:13 — Toà án phải thực hiện pháp luật lên người mượn tiền 60. Ex. 22:15-16 — Tòa án phải phạt một người quyến rũ tình dục một thiếu nữ 61. Ex. 22:17 — Phải giết bọn phù thủy 62. Ex. 22:20 — Không được lừa tiền bạc với người cải đạo 63. Ex. 22:20 — Không được lăng mạ, sỉ nhục, hãm hại người cải đạo 64. Ex. 22:21 — Không ăn hiếp bắt nạt kẻ yếu 65. Ex. 22:24 — Cho vay đối với người nghèo và người bần cùng 66. Ex. 22:24 — Không chèn ép người mượn tiền nếu ngươi biết họ không có để trả 67. Ex. 22:24 — Không làm trung gian cho một lãi vay, bảo lãnh, nhân chứng, hoặc viết giấy hẹn 68. Ex. 22:27 — Không báng bổ 69. Ex. 22:27 — Không chửi quan toà 70. Ex. 22:27 — Không chửi người đứng đầu tòa án tôn giáo 71. Ex. 22:28 — Không mở đầu một phần mười đến tiếp theo, nhưng tách chúng theo thứ tự thích hợp 72. Ex. 22:30 — Không ăn thịt của động vật bị trọng thương 73. Ex. 23:1 — Các thẩm phán không chấp nhận lời khai trừ khi cả hai bên không có mặt cùng lúc 74. Ex. 23:1 — Kẻ vi phạm không phải làm chứng 75. Ex. 23:2 — Quyết định theo số đông trong trường hợp tranh chấp ý kiến 76. Ex. 23:2 — Tòa án không thực hiện thông qua một phần lớn của một; ít nhất là một phần lớn của hai bên là cần thiết 77. Ex. 23:5 — Giúp loại bỏ gắn nặng từ một con thú mà nó không thể mang thêm 78. Ex. 23:6 — Một thẩm phán không quyết định không công bằng trường hợp của kẻ vi phạm thường xuyên 79. Ex. 23:7 — Tòa án không giết bất cứ ai dựa vào bằng chứng gián tiếp 80. Ex. 23:8 — Các thẩm phán không chấp nhận hối lộ 81. Ex. 23:11 — Để lại nông sản được trồng từ năm ngoái 82. Ex. 23:12 — Nghỉ ngơi ngày Sa bát 83. Ex. 23:13 — Không thề tên của thần tượng —> Deut. 13:14 84. Ex. 23:14 — Tổ chức Ba lễ hội hành hương (mang một vật cầu hòa) 85. Ex. 23:18 — Không để giết nó trong khi sở hữu chất men 86. Ex. 23:18 — Không để chất béo qua đêm 87. Ex. 23:19 — Không trộn sữa với thịt 88. Ex. 23:19 — Tách sang một bên những Trái cây đầu mùa và mang chúng đến đền thánh 89. Ex. 23:25 — Phục vụ Đức Chúa Trời 90. Ex. 23:33 — Không cho bọn Canaan vào lãnh thổ Israel 91. Ex. 25:8 — Xây đền thờ 92. Ex. 25:15 — Không tháo gậy khỏi hòm 93. Ex. 25:30 — Làm bánh showbread 94. Ex. 27:21 — Thắp sáng nến Menorah mỗi ngày 95. Ex. 28:2 — Các Kohanim phải mặc quần áo linh mục của họ trong quá trình dịch vụ 96. Ex. 28:28 — Áo giáp ngực của Thầy Thượng Tế Kohen Gadol không được nới lỏng bảng Efod 97. Ex. 28:32 — Không xé quần áo linh mục 98. Ex. 29:33 — Các Kohanim phải ăn thịt hiến tế trong đền thờ 99. Ex. 29:33 — Một phi - Kohen không ăn thịt hiến tế — 100. Ex. 30:7 — Thắp hương mỗi ngày 101. Ex. 30:9 — Không đốt bất cứ thứ gì trên bàn thờ vàng bên cạnh nhang 102. Ex. 30:13 — Mỗi người đàn ông phải cung cấp cho một nửa shekel hàng năm 103. Ex. 30:19 — Một Kohen phải rửa tay và bàn chân của mình trước làm dịch vụ 104. Ex. 30:31 — Để chuẩn bị dầu xức 105. Ex. 30:32 — Không tái sản xuất dầu xức 106. Ex. 30:32 — Không được xức dầu với xức dầu 107. Ex. 30:37 — Không tái sản xuất nhang 108. Ex. 34:21 — Để đất đai yên nghỉ vào năm thứ bảy, không hoạt động sản xuất tăng trưởng 109. Ex. 34:26 — Không nấu sữa với thịt 110. Ex. 35:3 — Tòa án không trừng phạt ngày Sa Bát 111. Lev. 1:3 — Thực hiện các thủ tục của lễ thiêu như quy định trong Torah 112. Lev. 2:1 — Để mang lại các dịch vụ ăn theo quy định trong Torah 113. Lev. 2:11 — Không đốt mật ong hoặc men trên bàn thờ 114. Lev. 2:13 — Muối tất cả vật hiến tế 115. Lev. 2:13 — Không bỏ sót muối của lễ hiến dâng 116. Lev. 3:11 — Không đưa trầm hương vào bữa ăn của người phạm lỗi 117. Lev. 3:17 — Không ăn máu huyết 118. Lev. 3:17 — Không ăn một số mỡ động vật 119. Lev. 4:13 &mdash Tòa án Sanhedrin phải làm lễ dâng hiến (trong đền thờ) khi vi phạm luật, phạm lỗi 120. Lev. 4:27 — Mỗi người phải mang theo một của lễ chuộc tội (trong đền thánh) khi họ phạm tội 121. Lev. 5:1 — Bất cứ ai biết chứng cứ phải làm chứng tại tòa án 122. Lev. 5:7-11 — Mang một Oleh v'yored (dâng hiến đền thánh) và dâng hiến (nếu người đó là giàu có, một con vật, nếu người nghèo, một con chim hoặc dâng hiến bữa ăn) 123. Lev. 5:8 — Không chặt đầu con chim và không dùng nó làm của lễ chuộc tội 124. Lev. 5:11 — Không đưa dầu vào các bữa ăn của người làm sai 125. Lev. 5:16 — Một người vi phạm tài sản phải trả nợ những gì ông đã vi phạm cộng với một phần năm và mang lại một vật hiến tế 126. Lev. 5:17-18 — Mang một asham talui (hiến dâng của lễ cho đền thánh) khi không chắc chắn về tội lỗi của bản thân 127. Lev. 5:23 — Trả lại đồ ăn cắp hoặc giá trị của nó 128. Lev. 5:25 — Mang một asham talui (hiến dâng của lễ cho đền thánh) khi đã chắc chắn về tội lỗi của bản thân 129. Lev. 6:3 — Loại bỏ tro tàn từ bàn thờ mỗi ngày 130. Lev. 6:6 — Đốt lửa trên bàn thờ mỗi ngày 131. Lev. 6:6 — Không dập tắt ngọn lửa này 132. Lev. 6:9 — Các Kohanim phải ăn thức ăn còn sót lại của các dịch vụ bữa ăn 133. Lev. 6:10 — Không nấu một của lễ chay như bánh có men 134. Lev. 6:13 — Các Kohen Gadol phải mang lại một bữa ăn cung cấp hàng ngày 135. Lev. 6:16 — Không ăn các lễ chay của thầy thượng tế 136. Lev. 6:18 — Thực hiện các thủ tục của lễ chuộc tội 137. Lev. 6:23 — Không ăn thịt của người phạm tội lỗi dâng bên trong 138. Lev. 7:1 — Thực hiện các thủ tục của lễ đền bù 139. Lev. 7:11 — Để thực hiện theo các thủ tục của lễ hòa bình 140. Lev. 7:17 — Đốt những vật hiến tế còn sót lại 141. Lev. 7:18 — Không ăn vật hy sinh từ nghi lễ với ý định không đúng đắn 142. Lev. 7:19 — Không ăn vật hy sinh mà nó đã không tinh khiết 143. Lev. 7:19 — Đốt cháy tất cả những vật hiến tế không tinh khiết 144. Lev. 7:20 — Một người không trong sạch không ăn vật hiến tế 145. Lev. 10:6 — Một Kohen không vào Đền Thánh với đầu trần 146. Lev. 10:6 — Một Kohen không vào Đền Thánh với quần áo bị rách 147. Lev. 10:7 — Một Kohen không rời khỏi Đền Thánh trong thời gian làm lễ 148. Lev. 10:9 — Một "Kohen" bị say xỉn không vào Đền Thánh 149. Lev. 10:19 — Khóc thương cho gia quyến 150. Lev. 11:2 — Phải kiểm tra kỹ lưỡng để phân biệt những con vật đạt tiêu chuẩn Kosher và những con thú dơ bẩn ô uế 151. Lev. 11:4 — Không ăn động vật ô uế không đạt tiêu chuẩn Kosher 152. Lev. 11:9 — Phải kiểm tra kỹ lưỡng để phân biệt những con cá đạt tiêu chuẩn Kosher và những con cá dơ bẩn ô uế không đạt chuẩn Kosher 153. Lev. 11:11 — Không ăn những con cá ô uế bẩn thỉu không đạt tiêu chuẩn Kosher 154. Lev. 11:13 — Không ăn những loại gia cầm bẩn thỉu dơ dáy không đạt tiêu chuẩn Kosher 155. Lev. 11:21 — Phải kiểm tra kỹ lưỡng để phân biệt con châu chấu đạt tiêu chuẩn Kosher và những con con châu chấu bẩn thỉu ô uế không đạt tiêu chuẩn Kosher 156. Lev. 11:29 — Tuân thủ luật pháp về thực phẩm không trong sạch liên quan côn trùng và các loại bò sát 157. Lev. 11:34 — Tuân thủ luật pháp về thực phẩm không trong sạch liên quan đến chất lỏng và các loại thực phẩm rắn 158. Lev. 11:39 — Tuân thủ luật pháp về thực phẩm không trong sạch liên quan đến những động vật bị chết trong tự nhiên 159. Lev. 11:41 — Không ăn Động vật bò sát 160. Lev. 11:42 — Không ăn sâu, giun, dòi, bọ trong trái cây hoa quả ở trên đất 161. Lev. 11:43 — Không ăn hải sản ngoại trừ con cá 162. Lev. 11:44 — Không ăn giòi, dòi, nhộng, ấu trùng, nhút nhít 163. Lev. 12:2 — Tuân thủ luật pháp về sự không tinh khiết qua sinh đẻ 164. Lev. 12:3 — Cắt bao quy đầu cho bé trai 8 ngày tuổi 165. Lev. 12:6 — Một người phụ nữ đã sinh phải mang của lễ dâng hiến (trong đền thánh) sau khi cô đi tắm nước thánh ở Mikveh 166. Lev. 13:12 — Tuân theo quy tắc luật pháp về bệnh ngoài da của con người tzara'at theo quy định trong Torah 167. Lev. 13:33 — Metzora (da động vật có dấu hiệu bệnh lý) không cạo tóc để che đi những dấu hiệu của sự không tinh khiết 168. Lev. 13:34 — Thực hành quy tắc luật pháp về bệnh ngoài da của con người tzara'at trong nhà 169. Lev. 13:45 — Khi người nào mắc bệnh ngoài da, người ấy phải xé rách quần áo, để tóc dài, và lấy tay che môi miệng mình 170. Lev. 13:47 — Ăn mặc quần áo theo quy tắc luật pháp về bệnh ngoài da của con người tzara'at 171. Lev. 14:2 — Thực hiện các quy tắc quy định cho việc thanh tẩy cho những người bị bệnh ngoài da metzora 172. Lev. 14:9 — Người bị bệnh ngoài da phải cạo tóc và lông tóc trên cơ thể sau khi đã được thanh tẩy 173. Lev. 14:10 — Người bị bệnh ngoài da phải hiến dâng của lễ cho đến thánh sau khi đi tắm nước phép ở hồ Mikveh 174. Lev. 15:3 — Tuân thủ luật pháp về dịch chất tiết ra bên ngoài xuất phát từ bên trong cơ thể bởi một người đàn ông (tinh dịch) 175. Lev. 15:13-14 — Một người đàn ông có dấu hiệu đi tiểu không tự nhiên, bị di tinh, người đó phải hiến dâng của lễ cho đến thánh sau khi đi tắm nước phép ở hồ Mikveh 176. Lev. 15:16 — Tuân thủ luật pháp của dịch chất và phóng tinh (xuất tinh thường xuyên, với tinh dịch bình thường) 177. Lev. 15:16 — Những người không tinh khiết phải đắm mình trong hồ nước phép Mikvah để thanh tẩy bản thân và trở nên tinh khiết 178. Lev. 15:19 — Tuân thủ luật pháp Niddah dịch chất không tinh khiết của thời kỳ kinh nguyệt 179. Lev. 15:25 — Tuân thủ luật pháp của dịch chất gây ra bởi phụ nữ trong Chu kỳ kinh nguyệt 180. Lev. 15:28-29 — Một người phụ nữ có vấn đề về (âm đạo) phải hiến dâng của lễ cho đền thánh sau khi cô ấy đi tắm nước phép ở hồ Mikveh 181. Lev. 16:2 — Một Kohen không được vào đền thánh một cách tùy tiện bừa bãi 182. Lev. 16:3 — Để thực hiện theo các thủ tục của Yom Kippur trong trình tự quy định tại Parsha h Acharei Mot ("Sau cái chết của người con trai của Aaron...") 183. Lev. 16:29 — Kiêng cữ theo luật pháp trong ngày lễ Yom Kippur 184. Lev. 17:4 — Không được giết mổ hiến đế động vật bên ngoài sân 185. Lev. 17:13 — Rải đất lên máu (của một con thú được làm thịt hoặc con gà) 186. Lev. 18:6 — Không làm cho vui (không quan hệ tình dục) không tiếp xúc với bất kỳ người phụ nữ bị cấm 187. Lev. 18:7 — Cấm quan hệ tình dục với mẹ ruột 188. Lev. 18:7 — Cấm quan hệ tình dục với cha ruột 189. Lev. 18:8 — Cấm quan hệ tình dục với dì ghẻ 190. Lev. 18:9 — Cấm quan hệ tình dục với chị ruột 191. Lev. 18:11— Cấm quan hệ tình dục với con gái dì ghẻ 192. Lev. 18:10 — Cấm quan hệ tình dục với cháu gái 193. Lev. 18:10 — Cấm quan hệ tình dục với con gái của ngươi 194. Lev. 18:10 — Cấm quan hệ tình dục với cháu gái ruột 195. Lev. 18:12 — Cấm quan hệ tình dục với cô, dì, thím, bác của ba 196. Lev. 18:13 — Cấm quan hệ tình dục với cô, dì, thím, bác của má 197. Lev. 18:14 — Cấm quan hệ tình dục với em dâu họ, chị dâu họ hàng 198. Lev. 18:14 — Cấm quan hệ tình dục với chú, cậu, bác 199. Lev. 18:15 — Cấm quan hệ tình dục với con dâu 200. Lev. 18:16 — Cấm quan hệ tình dục với em dâu ruột, chị dâu ruột 201. Lev. 18:17 — Cấm quan hệ tình dục với người phụ nữ và con gái của nàng 202. Lev. 18:17 — Cấm quan hệ tình dục với người phụ nữ và cháu gái dòng phụ hệ của nàng 203. Lev. 18:17 — Cấm quan hệ tình dục với người phụ nữ và cháu gái dòng mẫu hệ của nàng 204. Lev. 18:18 — Cấm quan hệ tình dục với em ruột và chị ruột của vợ ngươi 205. Lev. 18:19 — Cấm quan hệ tình dục với một người phụ nữ không tinh khiết, trong Chu kỳ kinh nguyệt 206. Lev. 18:20 — Cấm quan hệ tình dục với vợ người ta 207. Lev. 18:22 — Cấm quan hệ tình dục đồng tính luyến ái 208. Lev. 18:23 — Cấm nam nhi quan hệ tình dục với động vật 209. Lev. 18:23 — Cấm nữ nhi quan hệ tình dục với động vật 210. Lev. 19:3 — Hiếu thảo và kính sợ cha mẹ 211. Lev. 19:4 — Không tìm hiểu thần tượng hình tượng 212. Lev. 19:4 — Không tạo thần tượng cho người khác 213. Lev. 19:8 — Không ăn thức ăn dư thừa bị bỏ đi 214. Lev. 19:9 — Không gặt đến sát bờ ruộng 215. Lev. 19:9 — Để thừa những gié lúa đã gặt sót 216. Lev. 19:9 — Không thu lượm lúa còn sót lại 217. Lev. 19:10 — Không thu hoạch hết mà để chừa lại cho những người nghèo 218. Lev. 19:10 — Không hái nho đến trụi nhẵn cành 219. Lev. 19:10 — Không thu lượm những trái nho còn sót lại 220. Lev. 19:10 — Để thừa những trái nho bị rụng 221. Lev. 19:10 — Không lượm những quả nho bị rụng 222. Lev. 19:11 — Không phủ nhận quyền sở hữu của một cái gì đó đã giao phó cho bạn 223. Lev. 19:11 — Không thề phủ nhận các yêu cầu bồi thường tiền tệ 224. Lev. 19:11 — Không ăn cắp theo cách tinh vi thủ đoạn lừa đảo hay nói dối 225. Lev. 19:12 — Không thề dối trong danh của Đức Chúa Trời 226. Lev. 19:13 — Không ăn cướp lộ liễu 227. Lev. 19:13 — Không giữ tiền lương của người khác, không khấu trừ tiền lương hoặc không trả được nợ 228. Lev. 19:13 — Không chậm trễ thanh toán tiên lương quá thời gian thỏa thuận 229. Lev. 19:14 — Không gây khó khăn, không tạo chướng ngại vật, không chọc phá người mù, không đưa lời khuyên để hãm hại người khác 230. Lev. 19:14 — Không nguyền rủa bất kỳ Người Do Thái công chính 231. Lev. 19:15 — Tòa án cấm không được thương xót và cấm thiên vị cho người nghèo 232. Lev. 19:15 — Tòa án cấm không được kiêng nể người quyền thế tại tòa án 233. Lev. 19:15 — Một thẩm phán cấm không được làm trái công lý 234. Lev. 19:15 — Phải xét xử công chính 235. Lev. 19:16 — Không nói xấu người khác 236. Lev. 19:16 — Không đứng làm ngơ nếu cuộc sống của một ai đó đang gặp nguy hiểm 237. Lev. 19:17 — Không được ghét đồng bào Do Thái 238. Lev. 19:17 — Khiển trách la mắng người tội lỗi 239. Lev. 19:17 — Không làm nhục không làm người khác cảm thấy xấu hổ nhục nhã 240. Lev. 19:18 — Phải yêu quý và yêu mến những người Do Thái khác 241. Lev. 19:18 — Không trả thù không báo thù không trả miếng không rửa nhục 242. Lev. 19:18 — Không nuôi giữ hận thù trong lòng 243. Lev. 19:19 — Không trồng nhiều loại hạt giống khác bên cạnh nhau 244. Lev. 19:19 — Không lai giống động vật 245. Lev. 18:21 — Không trao con cái và con cháu ngươi để làm vật hiến tế cho thần Molech 246. Lev. 19:23 — Không ăn hoa quả trái cây của cây 3 tuổi 247. Lev. 19:24 — Các loại cây trồng năm thứ tư phải hoàn toàn vì mục đích thánh thiện như Ma'aser Sheni 248. Lev. 19:26 — Không mê tín dị đoan 249. Lev. 19:26 — Không coi bói tử vi không xem bói toán 250. Lev. 19:27 — Đàn ông con trai nam nhi không được cắt tóc ở vùng thái dương, Tóc Do Thái 251. Lev. 19:27 — Đàn ông con trai nam nhi không được cạo râu với dao cạo râu 252. Lev. 19:28 — Không xăm mình 253. Lev. 19:30 — Thể hiện sự tôn kính trang nghiêm khi đến đền thờ 254. Lev. 19:31 — không lên đồng, không thần giao cách cảm, không liên lạc với vong linh 255. Lev. 19:31 — không lên đồng, không thần giao cách cảm, không liên lạc với cô hồn 256. Lev. 19:32 — Tôn trọng người dạy dỗ và có kiến thức về Kinh Thánh Torah 257. Lev. 19:35 — Không đo đạc cân đo gian dối 258. Lev. 19:36 — Phải có trách nhiệm đo đạc cân đếm cân đo chính xác 259. Lev. 21:1 — Một Kohen không làm ô uế mình (bằng cách đi đến đám tang hoặc nghĩa địa) cho bất cứ ai ngoại trừ người thân 260. Lev. 21:8 — Tặng quà cho Kohen vì tinh thần cống hiến hy sinh phục vụ 261. Lev. 20:10 — Tử hình những kẻ ngoại tình gian dâm gian phu dâm phụ 262. Lev. 20:14 — Tử hình kẻ loạn luân bằng cách thiêu sống 263. Lev. 20:23 — Không bắt chước cách ăn mặc, phong tục tập quán, và văn hóa của ngoại bang 264. Lev. 21:7 — Kohen không lấy người đã ly dị 265. Lev. 21:7 — Kohen không kết hôn với một zonah (một phụ nữ đã có quan hệ tình dục bị cấm) 266. Lev. 21:7 — Kohen không kết hôn với một chalalah ("một người báng bổ xúc phạm") 267. Lev. 21:11 — Thượng Tế không làm ô uế bản thân vì gia quyến 268. Lev. 21:11 — Thượng Tế không đến gần xác chết 269. Lev. 21:13 — Thượng Tế bắt buột phải cưới một trinh nữ 270. Lev. 21:14 — Thượng Tế không lấy góa phụ 271. Lev. 21:15 — Thượng Tế không quan hệ tình dục với góa phụ hay người phụ nữ khác mà không phải vợ mình 272. Lev. 21:17 — Kohen bị thương, bị đau ốm bệnh tật không được dâng của lễ cho Chúa 273. Lev. 21:17 — Kohen bị khuyết tật không được dâng của lễ cho Chúa 274. Lev. 21:23 — Kohen bị thương, bị đau ốm bệnh tật không được đến gần không được tiếp cận bàn thờ 275. Lev. 22:2 — Kohen không tinh khiết không phục vụ trong đền thánh 276. Lev. 22:4 — Kohen không tinh khiết không ăn Terumah 277. Lev. 22:7 — Một Kohen không tinh khiết, sau khi thanh tẩy trong nước phép, phải đợi mặt trời lặn trước khi quay trở lại phục vụ 278. Lev. 22:10 — Một phi Kohen không ăn Terumah 279. Lev. 22:10 — Người công nhân thuê bởi Kohen không ăn Terumah 280. Lev. 22:12 — Một chalalah không ăn Terumah 281. Lev. 22:15 — Không ăn trái cây lạ 282. Lev. 22:20 — Không dâng hiến động vật bị mụn lên bàn thờ 283. Lev. 22:21 — Dâng hiến động vật không tì vết 284. Lev. 22:21 — Không gây vết thương trên động vật dâng hiến 285. Lev. 22:22 — Không giết nó 286. Lev. 22:22 — Không đốt mỡ của nó 287. Lev. 22:24 — Không dâng hiến động vật bị thiến cho Đức Chúa Trời 288. Lev. 22:24 — Không phải rảy máu của nó 289. Lev. 22:25 — Không hiến tế thú vật bị mụn ngay cả khi được cung cấp bởi dân ngoại 290. Lev. 22:27 — Dâng hiến động vật ít nhất 8 ngày tuổi 291. Lev. 22:28 — Không được giết mổ động vật và con cái của nó trong cùng một ngày 292. Lev. 22:30 — Phải ăn hết thịt con vật trong ngày đó, không chừa lại gì đến sáng mai 293. Lev. 22:32 — Vinh danh Đức Chúa Trời 294. Lev. 22:32 — Không xúc phạm danh thánh Chúa 295. Lev. 23:7 — Nghỉ ngơi ngày Lễ Vượt Qua 296. Lev. 23:8 — Không lao động ngày đầu tiên của Lễ Vượt Qua 297. Lev. 23:8 — Nghỉ ngơi ngày thứ bảy của Lễ Vượt Qua 298. Lev. 23:8 — Không lao động ngày thứ bảy của Lễ Vượt Qua 299. Lev. 23:10 — Mang bó lúa mạch đầu tiên đến cho thầy tế lễ. 300. Lev. 23:14 — Không được ăn bánh mì làm bằng lúa mạch mới trước Omer. 301. Lev. 23:14 — Không được ăn gạo rang làm bằng lúa mạch mới trước Omer. 302. Lev. 23:14 — Không được ăn hạt chín lúa mạch mới trước Omer. 303. Lev. 23:15 — Mỗi người đàn ông phải đếm ngày Omer - bảy tuần kể từ ngày mới sau khi lúa mạch dâng hiến đã đưa cho thầy tế lễ 304. Lev. 23:17 — Mang hai ổ bánh được làm ở nhà đến làm của lễ 305. Lev. 23:21 — Nghỉ ngơi Lễ Ngũ Tuần 306. Lev. 23:21 — Không lao động vào Lễ Ngũ Tuần 307. Lev. 23:24 — Nghỉ ngơi vào ngày Tết Do Thái Rosh Hashanah 308. Lev. 23:25 — Không lao động vào ngày Tết Do Thái Rosh Hashanah 309. Lev. 23:29 — Không ăn uống vào ngày Yom Kippur 310. Lev. 23:32 — Nghỉ ngơi không lao động Yom Kippur 311. Lev. 23:32 — Không lao động vào ngày Yom Kippur 312. Lev. 23:35 — Nghỉ ngơi vào Lễ Lều Tạm 313. Lev. 23:35 — Không lao động vào Lễ Lều Tạm 314. Lev. 23:36 — Nghỉ ngơi vào Shemini Atzeret 315. Lev. 23:36 — Không lao động vào Shemini Atzeret 316. Lev. 23:40 — Sử dụng Bốn Loại Cây trong bảy ngày của Lễ Lều Tạm 317. Lev. 23:42 — Trú ẩn trong lều tạm trong bảy ngày của Lễ Lều Tạm 318. Lev. 25:4 — Không lao động trên đất vào năm thứ bảy 319. Lev. 25:4 — Không làm việc với nông sản vào năm đó 320. Lev. 25:5 — Không thu hoạch nông sản sau mùa gặt vì đất phải được nghỉ ngơi trong một năm. 321. Lev. 25:5 — Không gặt hái hoa trái nho trên cây chưa tỉa vì đất phải được nghỉ ngơi trong một năm. 322. Lev. 25:8 — Toà án Sanhedrin phải tính bảy lần bảy năm. 323. Lev. 25:9 — Thổi kèn Shofar' vào ngày thứ 10 của tháng Tishrei cho sự giải phóng nô lệ 324. Lev. 25:10 — Tòa án Sanhedrin phải thánh hóa năm thứ năm mươi 325. Lev. 25:11 — Không gieo giống vào năm thứ năm mươi 326. Lev. 25:11 — Không gặt hái mùa màng vào năm thứ năm mươi 327. Lev. 25:11 — Không thu hoạch trái nho vào năm thứ năm mươi 328. Lev. 25:14 — Làm ăn buôn bán kinh doanh dựa vào luật pháp kinh thánh Torah 329. Lev. 25:14 — Không ra giá quá cao hoặc không trả tiền cho các văn bản luật pháp giấy tờ 330. Lev. 25:17 — Không xúc phạm hoặc không gây tổn hại cho bất cứ ai với lời nói 331. Lev. 25:23 — Không bán đất ở Israel vĩnh viễn 332. Lev. 25:24 — Thực hiện pháp luật về buôn bán tài sản gia đình 333. Lev. 25:29 — Thực hiện pháp luật về nhà ở tại các thành phố có tường bao quanh 334. Lev. 25:34 — Không bán đồng ruộng, đồng cỏ quanh các thành của vương triều Lê Vi 335. Lev. 25:37 — Không cho vay với lãi suất 336. Lev. 25:39 — Không bắt người thân làm việc như nô lệ 337. Lev. 25:42 — Không bán người thân như bán nô lệ 338. Lev. 25:43 — Không bóc lột sức lao động 339. Lev. 25:46 — Nô lệ Canaanite phải làm việc suốt đời trừ khi chân tay bị thương 340. Lev. 25:53 — Không để ngoại kiều ngược đãi đồng bào mình. 341. Lev. 26:1 — Không cúi đầu trước tượng đá 342. Lev. 27:2 — Ước tính giá trị của con người được xác định bởi Kinh Thánh Torah 343. Lev. 27:10 — Không thay thế con thú khác cho sự hy sinh 344. Lev. 27:10 — Con vật mới, ngoài sự thay thế, vẫn giữ lại để hiến tế 345. Lev. 27:12-13 — Ước tính giá trị của động vật hiến tế 346. Lev. 27:14 — Ước tính giá trị của ngôi nhà thánh hiến 347. Lev. 27:16 — Ước tính giá trị của đất đai hiến tặng 348. Lev. 27:26 — Không thay thế con thú đầu lòng với con thú không khác để hiến tế 349. Lev. 27:28 — Thực hiện pháp luật ngăn cấm sở hữu ( cherem ) 350. Lev. 27:28 — Không bán cherem 351. Lev. 27:28 — Không chuộc lại cherem 352. Lev. 27:32 — Tách biệt con thú thứ mười ra chỗ riêng biệt khỏi bầy đàn 353. Lev. 27:33 — Không chuộc lại con thú thứ mười 354. Num. 5:2 — Đuổi kẻ ô uế ra khỏi đền thờ 355. Num. 5:3 — Người ô uế cấm không được vào đền thánh 356. Num. 5:7 — Phải xưng tội và chuộc lỗi 357. Num. 5:15 — Không chế dầu vào của tế lễ 358. Num. 5:15 — Không bỏ nhũ hương vào của tế lễ 359. Num. 5:30 — Tuân theo luật Sotah 360. Num. 6:3 — Không uống rượu, đồ uống say, và rượu nho 361. Num. 6:3 — Không ăn nho 362. Num. 6:3 — Không ăn nho khô 363. Num. 6:4 — Không ăn hột nho 364. Num. 6:4 — Không ăn vỏ nho 365. Num. 6:5 — Phải để tóc dài 366. Num. 6:5 — Không cắt tóc 367. Num. 6:7 — Không tiếp xúc với người chết 368. Num. 6:6 — Không đến gần xác chết 369. Num. 6:9 — Phải cạo đầu sau khi hoàn thành giai đoạn Nazarite 370. Num. 6:23 — Kohanim đọc lời nguyện chúc phước dân tộc Do Thái mỗi ngày 371. Num. 7:9 — Vương Triều Nhà Lê Vi phải vận chuyển hòm giao ước bằng chính đôi vai của họ 372. Num. 9:1 — Nghe tiếng kèn Shofar vào ngày đầu tiên của tháng Tishrei Tết Do Thái (Rosh Hashanah) 373. Num. 9:11 — Giết chết con chiên thứ hai Paschal Lamb 374. Num. 9:11 — Ăn con chiên thứ hai vào đêm thứ 15 của tháng Iyar 375. Num. 9:12 — Không làm gãy cái xương vào ngày thứ hai của Lễ Vượt Qua 376. Num. 9:12 — Không bỏ thừa thức ăn vào ngày thứ hai của Lễ Vượt Qua 377. Num. 10:9 — Khi kẻ thù đột kích bất ngờ trong thành khi đang chiến tranh ở ngoài thành thì phải thổi ken loan báo thật to 378. Num. 15:20 — Dâng bánh mì, ngũ cốc đầu mùa cho Kohen 379. Num. 15:38 — Mặc dây tua tủa tzitzit 4 góc của y phục 380. Num. 15:39 — Không đi theo gọi tiếng gọi của trái tim hoặc những gì mắt ngươi thấy 381. Num. 18:2 — Bảo vệ khu vực Đền Thánh 382. Num. 18:3 — Vương Triều Nhà Lê Vi không làm việc của Vương Triều Kohen, và ngược lại 383. Num. 18:4 — Người không thuộc Vương Triều Kohen thì người đó không làm công việc phục vụ 384. Num. 18:5 — Không rời khỏi Đến Thánh khi không có lính bảo vệ 385. Num. 18:15 — Phải chuộc lại con trai đầu lòng của người và súc vật, và lì xì cho Kohen 386. Num. 18:17 — Không chuộc lại con trai đầu lòng của bò, chiên, hay dê 387. Num. 18:23 — Vương Triều Nhà Lê Vi phải làm việc trong đền thánh 388. Num. 18:24 — Vương Triều Nhà Lê Vi được hưởng một phần mười sản nghiệp 389. Num. 18:26 — Vương Triều Nhà Lê Vi phải dâng lại một phần mười của họ cho Chúa 390. Num. 19:2 — Gìn giữ một con bò cái lông đỏ, không tật nguyền, không tì vết, và chưa thụ thai Red Heifer (Para Aduma) 391. Num. 19:14 — Tuân thủ luật về người ô uế đã chết 392. Num. 19:21 — Tuân thủ luật về nước tưới 393. Num. 27:8 — Tuân thủ luật thừa kế 394. Num. 28:3 — Hiến tế hai con chiên mỗi ngày 395. Num. 28:9 — Hiến tế hai con chiên vào ngày Sa Bát 396. Num. 28:11 — Dâng tặng lễ vật Rosh Chodesh (" The New Month") 397. Num. 28:19 — Dâng tặng lễ vật Lễ Vượt Qua 398. Num. 28:26 — Dâng tặng lễ vật Lễ Ngũ Tuần 399. Num. 29:2 — Dâng tặng lễ vật Rosh Hashana 400. Num. 29:8 — Dâng tặng lễ vật Yom Kippur 401. Num. 29:13 — Dâng tặng lễ vật Lễ Lều Tạm 402. Num. 29:35 — Dâng tặng lễ vật Shmini Atzeret 403. Num. 30:3 — Không phá vỡ lời hứa và lời thề 404. Num. 30:3 — Đối với lời thề và lời hứa bãi bỏ, có luật pháp của việc bãi bỏ thề nguyện rõ ràng trong kinh thánh Torah 405. Num. 35:2 — Cung cấp đất đai xung quanh các thành phố của Vương Triều Lê Vi 406. Num. 35:12 — Không giết sát nhân trước khi tòa án xét xử 407. Num. 35:12 — Không thương xót nguyên cáo hình sự 408. Num. 35:25 — Toà án phải gửi cho kẻ giết người tình cờ đến một thành phố trú ẩn 409. Num. 35:31 — Không chấp nhận bồi thường bằng tiền để chuộc lỗi cho kẻ giết người 410. Num. 35:32 — Không chấp nhận bồi thường bằng tiền thay vì được gửi đến một thành ẩn náu 411. Deut. 1:17 — Không bổ nhiệm thẩm phán là người không quen thuộc với các thủ tục tư pháp 412. Deut. 1:17 — Thẩm phán không phải lo sợ một người đàn ông bạo lực trong bản án 413. Deut. 5:19 — Không thèm muốn tài sản của người khác — Yemenite->Deut. 5:18 414. Deut. 6:4 — Chỉ một Đức Chúa Trời duy nhất mà thôi 415. Deut. 6:5 — Yêu Đức Chúa Trời 416. Deut. 6:7 — Học kinh thánh Torah 417. Deut. 6:7 — Đọc kinh Shema Yisrael hai lần mỗi ngày 418. Deut. 6:8 — Mặc hộp đựng kinh tefillin (phylacteries) trên trán 419. Deut. 6:8 — Trói dây của hộp đựng kinh trên cánh tefillin 420. Deut. 6:9 — Đặt thanh đựng kinh mezuzah trước mỗi lối đi và cánh cửa 421. Deut. 6:16 — Không thách thức Đức Chúa Trời 422. Deut. 7:2 — Không thực hiện một giao ước với những kẻ tôn thờ thần tượng hình tượng 423. Deut. 7:2 — Không ủng hộ bọn nó 424. Deut. 7:3 — Không kết hôn không lấy dân ngoại (người ngoại đạo, người không theo đạo Do Thái Giáo) 425. Deut. 7:25 — Không kiếm lợi nhuận từ các hình tượng thần tượng 426. Deut. 7:26 — Không kiếm lợi nhuận của những kẻ tôn thờ hình tượng thần tượng và trang sức của họ 427. Deut. 8:10 — Nhận chúc lành của Đức Chúa Trời là Đấng Toàn Năng sau khi ăn uống Birkat Hamazon 428. Deut. 10:19 — Yêu người cải đạo 429. Deut. 10:20 — Phải sợ hãi Đức Chúa Trời 430. Deut. 10:20 — Tách ra những người biết Chúa 431. Deut. 10:20 — Thề trong danh của Đức Chúa Trời để xác nhận sự thật cần thiết bởi tòa án 432. Deut. 12:2 — Hủy diệt các thần tượng và đồ trang sức liên quan 433. Deut. 12:4 — Không hủy diệt những gì liên quan đến danh thánh Chúa 434. Deut. 12:5-6 — Mang tất cả các đồ vật được thừa nhận và tự nguyện đến đền thánh và lễ hội tiếp theo đầu tiên 435. Deut. 12:11 — Cung cấp tất cả của dâng lễ trong Đền Thánh 436. Deut. 12:13 — Không dâng của lễ thiêu ở bất cứ nơi nào ngoài sân toà 437. Deut. 12:15 — Chuộc lại động vật hiến tế không đạt tiêu chuẩn 438. Deut. 12:17 — Không ăn Ma'aser Sheni ngũ cốc ngoài Jerusalem 439. Deut. 12:17 — Không ăn Ma'aser Sheni rượu ngoài Jerusalem 440. Deut. 12:17 — Không ăn Ma'aser Sheni dầu ngoài Jerusalem 441. Deut. 12:17 — Kohen không ăn trái cây hoa quả đầu lòng ngoài Jerusalem 442. Deut. 12:17 — Không ăn thịt nó 443. Deut. 12:17 — Kohen không ăn thịt ngoài sân đền thánh 444. Deut. 12:17 — Không ăn thịt của những vật hiến tế nhỏ trước khi tưới máu 445. Deut. 12:17 — Kohanim không ăn thịt động vật đầu lòng trong sạch bên ngoài Jerusalem 446. Deut. 12:19 — Không kiềm chế sự vui mừng với, và tặng quà cho vương triều nhà Lê Vi 447. Deut. 12:21 — Giết động vật theo luật Shechita 448. Deut. 12:23 — Không ăn một chân tay bị rách của một sinh vật sống 449. Deut. 12:26 — Mang tất cả vật hiến tế ngoài Israel vào đền Thánh 450. Deut. 13:1 — Không thêm thắt Kinh Thánh Torah 451. Deut. 13:1 — Không ăn bớt Kinh Thánh Torah 452. Deut. 13:4 — Không nghe lời tiên tri giả 453. Deut. 13:9 — Không yêu những kẻ tôn thờ thần tượng hình tượng 454. Deut. 13:9 — Không ngừng căm ghét những kẻ tôn thờ thần tượng hình tượng 455. Deut. 13:9 — Không cứu mạng những kẻ tôn thờ thần tượng hình tượng 456. Deut. 13:9 — Không nói bất cứ điều gì để bảo vệ những kẻ thờ lạy hình tượng thần tượng 457. Deut. 13:9 — Không kiềm chế việc buộc tội những kẻ tôn thờ hình tượng thần tượng 458. Deut. 13:12 — Không truyền đạo để người ta đi tôn thờ hình tượng thần tượng 459. Deut. 13:14 — Không biến một thành phố trở nên tôn thờ thần tượng hình tượng —> Ex. 23:13 460. Deut. 13:14 — Không nói tiên tri trong tên của thần tượng 461. Deut. 13:15 — Cẩn thận thẩm vấn các nhân chứng 462. Deut. 13:17 — Thiêu cháy một thành phố tôn thờ hình tượng thần tượng 463. Deut. 13:17 — Không tái xây dựng lại thành phố đó 464. Deut. 13:18 — Không kiếm lợi nhuận từ nơi đó 465. Deut. 14:1 — Không làm rách da khi có người thân chết 466. Deut. 14:1 — Không cạo tóc khi có người chết hay đám tang đưa đám 467. Deut. 14:3 — Không ăn vật hiến tế đã trở nên không thích hợp hay bị mụn 468. Deut. 14:11 — Phải kiểm tra kỹ lưỡng để phân biệt những gia cầm vật đạt tiêu chuẩn Kosher và những gia cầm dơ bẩn ô uế 469. Deut. 14:19 — Không ăn côn trùng biết bay không đạt chuẩn Kosher 470. Deut. 14:21 — Không ăn thịt động vật không bị giết theo luật Shechita 471. Deut. 14:22 — Phải để một phần mười thứ hai chỗ riêng (Ma'aser Sheni) 472. Deut. 14:28 — Lấy một phần mười tiền để dành cho người nghèo 473. Deut. 15:2 — Hủy bỏ tất cả các khoản tiền vay của con nợ vào năm thứ bảy 474. Deut. 15:2 — Không chén ép con nợ 475. Deut. 15:3 — Buộc những kẻ thờ thần tượng hình tượng trả lại những gì họ thiếu 476. Deut. 15:7 — Không ăn bớt quỹ từ thiện cho người nghèo 477. Deut. 15:8 — Cho người khác những gì họ cần "tzedakah" 478. Deut. 15:9 — Không kiềm chế việc cho vay ngay lập tức trước khi phát hành các khoản cho vay vì sợ mất tiền tệ 479. Deut. 15:14 — Cho anh ta quà tặng khi anh ta được tự do 480. Deut. 15:13 — Không cho anh ta ra đi tay không 481. Deut. 15:19 — Không làm việc với thú vật hiến tế 482. Deut. 15:19 — Không cắt lông cừu của vật hiến 483. Deut. 16:3 — Không ăn chametz vào chiều ngày 14 của tháng Nisan 484. Deut. 16:4 — Không để thừa thịt của ngày lễ vào ngày 14 cho đến ngày 16 485. Deut. 16:14 — Vui mừng vào ba ngày tết Lễ Vượt Qua, Lễ Ngũ Tuần, và Lễ Lều Tạm (mang của lễ bình an) 486. Deut. 16:16 — Có mặt tại đền thờ vào Lễ Vượt Qua, Lễ Ngũ Tuần, và Lễ Lều Tạm 487. Deut. 16:16 — Không xuất hiện tại đền thờ mà không có lễ hiến dâng 488. Deut. 16:18 — Bổ nhiệm thẩm phán 489. Deut. 16:21 — Không trồng cây ở sân đền thờ 490. Deut. 16:22 — Không dựng trụ cột ở nơi thờ phượng 491. Deut. 17:1 — Không dâng hiến một con vật mọc mụn 492. Deut. 17:11 — Hành động theo phán quyết của Sanhedrin 493. Deut. 17:11 — Không đi chệch khỏi những lời của Sanhedrin 494. Deut. 17:15 — Chọn một vị Vua đến từ Israel 495. Deut. 17:15 — Không bổ nhiệm một người nước ngoài 496. Deut. 17:16 — Vua không được có nhiều ngựa 497. Deut. 17:16 — Không ở vĩnh viễn tại Ai Cập 498. Deut. 17:17 — Vua không được có nhiều vợ 499. Deut. 17:17 — Vua không được có nhiều vàng bạc 500. Deut. 17:18 — Vua phải có kinh thánh Sefer Torah cho riêng mình 501. Deut. 18:1 — Vương triều nhà Lê Vi không được hưởng sản nghiệp ở Israel, nhưng được thành phố hiến dâng của lễ cho Chúa mà sống 502. Deut. 18:1 — Vương triều nhà Lê Vi không nhận chiến lợi phẩm của những cuộc chiến tranh 503. Deut. 18:3 — Cho vị tư tế Kohen cái vai, hàm trên và hàm dưới, cùng cái dạ dày của động vật. 504. Deut. 18:4 — Tặng quà cho tư tế Kohen Terumah Gedolah 505. Deut. 18:4 — Dân số lông chiên mới hớt lần đầu cho tư tế Kohen 506. Deut. 18:6-8 — Công việc của các ca Kohanim phải bằng nhau trong các ngày nghỉ 507. Deut. 18:10 — Không tham gia các sự kiện, nghi lễ mơ màng lên đồng, bói toán, đồng bóng... 508. Deut. 18:10 — Không thực hành ma thuật 509. Deut. 18:11 — Không nói câu thần chú 510. Deut. 18:11 — Không cố gắng liên lạc với người chết 511. Deut. 18:11 — Không tư vấn ov đồng bóng 512. Deut. 18:11 — Không tư vấn yidoni đồng cốt 513. Deut. 18:15 — Lắng nghe nhà tiên tri rao giảng về Lời Chúa 514. Deut. 18:20 — Không nói lời tiên tri giả dối trong tên của Đức Chúa Trời 515. Deut. 18:22 — Không sợ các tiên tri giả 516. Deut. 19:3 — Tạo ra các thành phố cho người tị nạn và chuẩn bị các tuyến đường tiếp cận 517. Deut. 19:13 — Một thẩm phán không thương xót những kẻ giết người hay kẻ hiếp dâm 518. Deut. 19:14 — Không di chuyển ranh giới đất để ăn cắp tài sản của người khác 519. Deut. 19:15 — Không chấp nhận lời khai của một nhân chứng duy nhất 520. Deut. 19:17 — Một nhân chứng không phải hành động như là một thẩm phán trong tội ác hình sự 521. Deut. 19:19 — Trừng phạt những người làm chứng sai sự thật như họ cố gắng để trừng phạt các bị cáo 522. Deut. 20:2 — Bổ nhiệm một linh mục để nói chuyện với những người lính trong chiến tranh 523. Deut. 20:3 — Không hoảng sợ và không rút lui trong chiến tranh 524. Deut. 20:10 — Cung cấp điều kiện hòa bình cho các cư dân của một thành phố trong khi giữ bao vây, và đối xử với họ dựa vào Kinh Thánh Torah nếu họ chấp nhận các điều khoản 525. Deut. 20:16 — Giết sạch không bỏ sót 526. Deut. 20:17 — Diệt chủng bảy quốc gia của chủng tộc Canaanite 527. Deut. 20:19 — Không huỷ hoại cây thực phẩm, ngay cả trong cuộc bao vây 528. Deut. 21:4 — Bẻ gãy cổ con bò cái trong khe nước sau vụ ám sát chưa giải quyết 529. Deut. 21:4 — Không làm việc không trồng cây nơi dòng sông chảy 530. Deut. 21:11 — Giữ luật pháp của phụ nữ bị giam cầm 531. Deut. 21:14 — Không bán cô ấy làm nô lệ 532. Deut. 21:14 — Không giữ lại cô ấy làm nô lệ sau khi có quan hệ tình dục với cô ấy 533. Deut. 21:18 — Không là đứa con trai hoang đàng ăn chơi 534. Deut. 21:22 — Tòa án phải treo cổ hoặc ném đá tử hình những kẻ thờ hình tượng, thờ thần tượng, và những kẻ báng bổ 535. Deut. 21:23 — Chôn cất thực thi vào ngày họ bị giết 536. Deut. 21:23 — Không chậm trễ chôn cất qua đêm 537. Deut. 22:1 — Trả lại của rơi 538. Deut. 22:3 — Không bỏ mặc của rơi 539. Deut. 22:4 — Giúp đỡ người khác vận chuyển thú vật 540. Deut. 22:4 — Không bỏ mặc người khác với gánh nặng của họ (nhưng hãy giúp đỡ hoặc vận chuyển và mang đồ) 541. Deut. 22:5 — Đàn ông không mặc đồ phụ nữ 542. Deut. 22:5 — Đàn bà không mặc đồ nam giới 543. Deut. 22:6 — Phải chờ chim mẹ bay khỏi tổ trước khi bắt chim con 544. Deut. 22:7 — Phải thả chim mẹ nếu chim mẹ bị bắt cóc khỏi tổ chim 545. Deut. 22:8 — Không tạo những cạm bẫy và chướng ngại vật để bảo vệ tài sản của bạn 546. Deut. 22:8 — Thực hiện một đường sắt bảo vệ xung quanh mái ngang 547. Deut. 22:9 — Không ăn hạt giống trong vườn rượu nho 548. Deut. 22:9 — Không trồng các loại ngũ cốc hoặc rau trong một vườn nho 549. Deut. 22:10 — Không làm việc cùng lúc với nhiều loại động vật khác nhau 550. Deut. 22:11 — Không mặc shaatnez, vải dệt chung từ vải len và vải lanh 551. Deut. 22:13 — Kết hôn theo luật Do Thái Giáo 552. Deut. 22:19 — Kẻ ngoại tình vẫn phải ở với vợ 553. Deut. 22:19 — Kẻ ngoại tình không nên ly dị 554. Deut. 22:24 — Toà án phải thực hiện án tử hình ném đá 555. Deut. 22:29 — Kẻ hiếp dâm phải cưới nạn nhân nếu cô ấy chưa lấy chồng 556. Deut. 22:29 — Kẻ hiếp dâm không có quyền ly hôn 557. Deut. 23:2 — Cấm thái giám và đàn ông bị thiến kết hôn với người Do Thái 558. Deut. 23:2 — Một thẩm phán người đã trình bày một lời cầu xin tha bổng không phải trình bày một lập luận để kết tội trong trường hợp tử hình 559. Deut. 23:3 — Cấm mamzer (con đẻ ngoài giá thú, con hoang) kết hôn với người Do Thái 560. Deut. 23:4 — Cấm nam giới chủng tộc Moabites và Ammonites kết hôn với người Do Thái 561. Deut. 23:7 — Không chấp nhận hòa bình với bọn Ammon và lũ Moab khi đang vây thành của chúng nó 562. Deut. 23:8-9 — Không cấm thế hệ thứ ba của con cháu Ai Cập cải đạo để vào hội đường 563. Deut. 23:8-9 — Không cấm thế hệ thứ ba của con cháu Edom cải đạo để vào hội đường 564. Deut. 23:11 — Những kẻ không tinh khiết không được tới đền thờ 565. Deut. 23:13 — Chuẩn bị nhà vệ sinh bên ngoài trại 566. Deut. 23:14 — Chuẩn bị xẻng cho mỗi người lính đào xới 567. Deut. 23:16 — Không bắt và không giao trả nô lệ chạy trốn đến Israel 568. Deut. 23:16 — Không đối xử tệ bạc với nô lệ di trú ở Israel 569. Deut. 23:18 — Không quan hệ tình dục với phụ nữ chưa lấy chồng 570. Deut. 23:19 — Không được cung cấp động vật mua được bằng tiền lương của một gái điếm hay các động vật trao đổi cho một con chó. Một số giải thích "đổi thành một con chó" như đề cập đến mức lương của một gái mại dâm nam. 571. Deut. 23:20 — Không vay tiền có lãi suất 572. Deut. 23:21 — Cho vay và vay từ kẻ thờ thần tượng với lãi suất 573. Deut. 23:22 — Không chần trừ trả tiền lương vì bất kỳ lời hứa 574. Deut. 23:24 — Thực hiện những gì đã được nói ra và làm những gì đã được thừa nhận 575. Deut. 23:25 — Công nhân thuê có thể ăn từ các loại cây trồng chưa thu hoạch nơi làm việc 576. Deut. 23:25 — Công nhân không lấy nhiều thức ăn vượt khả năng ăn uống bản thân 577. Deut. 23:26 — Công nhân không được ăn trong thời gian thuê 578. Deut. 24:1 — Để ly dị phải có tài liệu ly hôn 579. Deut. 24:4 — Một người đàn ông không tái hôn với người vợ cũ sau khi cô ấy đã kết hôn với người khác 580. Deut. 24:5 — Ông đã lấy một người vợ, xây dựng một ngôi nhà mới, hoặc trồng một vườn nho được cho một năm để vui mừng với tài sản của mình 581. Deut. 24:5 — Không yêu cầu từ phía trên bất kỳ sự tham gia, cộng đồng hoặc quân sự 582. Deut. 24:6 — Không yêu cầu đồ dùng làm thế chấp cần thiết cho việc chuẩn bị thực phẩm 583. Deut. 24:8 — Các metzora không loại bỏ các dấu hiệu của các tạp chất 584. Deut. 24:10 — Các chủ nợ không chèn ép không lấy đi tài sản thế chấp của con nợ 585. Deut. 24:12 — Không chậm trễ trả tiền khi cần thiết 586. Deut. 24:13 — Trả lại tài sản thế chấp cho các con nợ khi cần thiết 587. Deut. 24:15 — Trả lương vào ngày họ đã kiếm được 588. Deut. 24:16 — Thân nhân của các đương sự không được làm chứng 589. Deut. 24:17 — Không yêu cầu tài sản thế chấp từ một góa phụ 590. Deut. 24:17 — Thẩm phán không được làm sai luật trong trường hợp liên quan đến người cải đạo hoặc trẻ mồ côi 591. Deut. 24:19 — Để những bó lúa bị quên trên cánh đồng 592. Deut. 24:19 — Không đi lấy nó 593. Deut. 25:2 — Tòa án phạt roi người phạm pháp 594. Deut. 25:3 — Tòa án không phạt vượt quá số lượng quy định của trừng phạt roi 595. Deut. 25:4 — Không bịt miệng một con bò trong khi cày 596. Deut. 25:5 — Thực hiện yibbum (kết hôn với người vợ góa phụ của anh em ruột nếu không chưa con) 597. Deut. 25:5 — Người góa phụ không phải tái hôn cho đến khi mối quan hệ với anh em rể của cô được xóa bỏ (bằng halizah ) 598. Deut. 25:9 — Thực hành halizah giải phóng người góa phụ 599. Deut. 25:12 — Cứu một người đang bị truy nã thậm chí bằng cách giết những người theo đuổi 600. Deut. 25:13 — Không cân đo gian dối ngay cả khi không sử dụng 601. Deut. 25:17 — Ghi nhớ và khắc sâu trong tim những gì bọn Amalek đã làm với dân tộc Do Thái 602. Deut. 25:19 — Diệt chủng bọn con cháu hậu duệ dòng dõi Amalek 603. Deut. 25:19 — Không bao giờ quên tội ác và phục kích mà bọn Amalek đã làm với dân Do Thái trong chuyến hành trình Ai Cập và trong sa mạc 604. Deut. 26:5 — Đọc Torah liên quan đến trình bày của họ 605. Deut. 26:13 — Để đọc kinh xưng tội của một phần mười mọi năm thứ tư và thứ bảy 606. Deut. 26:14 — Không dùng tiền mua chuộc để sử dụng vào mục đích khác trừ việc mua thực phẩm, thức uống, hoặc thuốc mỡ 607. Deut. 26:14 — Không ăn Ma'aser Sheni khi không tâm hồn thể xác không tinh khiết 608. Deut. 26:14 — Một người than khóc trong ngày đầu tiên sau khi chết không ăn Ma'aser Sheni 609. Deut. 22:26 — Tòa án không trừng phạt người bị ép buột vi phạm luật pháp 610. Deut. 28:9 — Làm theo ý Chúa 611. Deut. 31:12 — Tất cả mọi người tụ họp vào lễ lều tạm vào năm thứ bảy 612. Deut. 31:19 — Mỗi người đàn ông phải ghi chép kinh thánh Torah Sefer 613. Deut. 32:38 — Không uống rượu với kẻ thờ thần tượng |

## 613 điều răn theo số thứ tự
1. Chỉ có Đức Chúa Trời Ex. 20:2

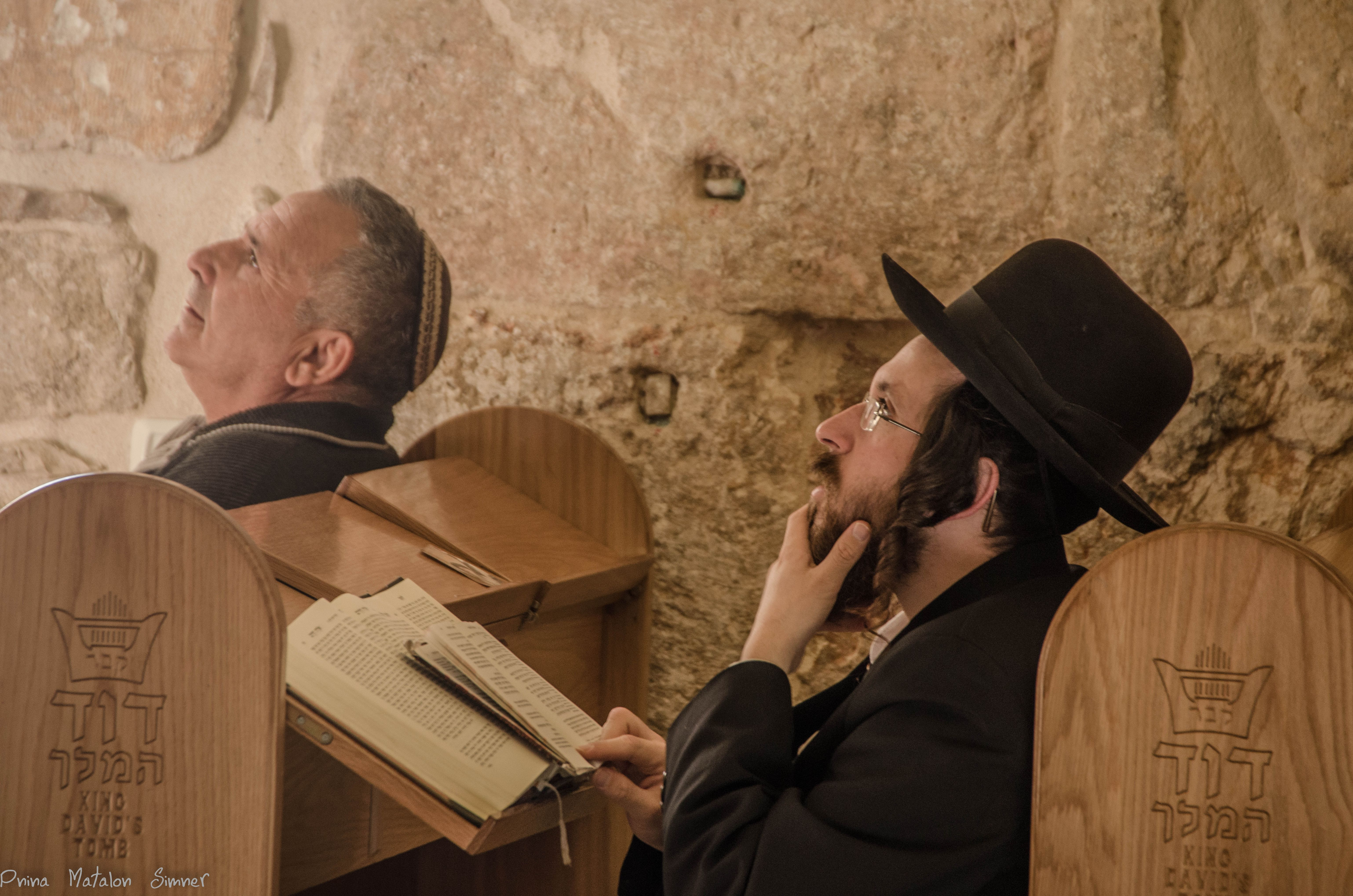
Người Do Thái đọc kinh cầu nguyện hướng về Đức Chúa Trời

2. Không bao giờ và đừng bao giờ nghĩ rằng sẽ có những vị thần khác ngoài Đức Chúa Trời — Standard->Ex. 20:3 Yemenite->Ex. 20:2
3. Chỉ có duy nhất một Đức Chúa Trời — Deut. 6:4
4. Yêu Đức Chúa Trời —Deut. 6:5
5. Kinh sợ Chúa — Deut. 10:20
6. Vinh danh Đức Chúa Trời — Lev. 22:32
7. Không làm ô danh Chúa — Lev. 22:32
8. Không hủy diệt những gì liên quan đến danh thánh Chúa — Deut. 12:4
9. Lắng nghe nhà tiên tri rao giảng về Lời Chúa — Deut. 18:15
10. Không thách thức Đức Chúa Trời — Deut. 6:16
11. Làm theo ý Chúa — Deut. 28:9
12. Tách ra những người biết Chúa — Deut. 10:20
13. Phải yêu quý và yêu mến những người Do Thái khác — Lev. 19:18
14. Yêu người cải đạo — Deut. 10:19

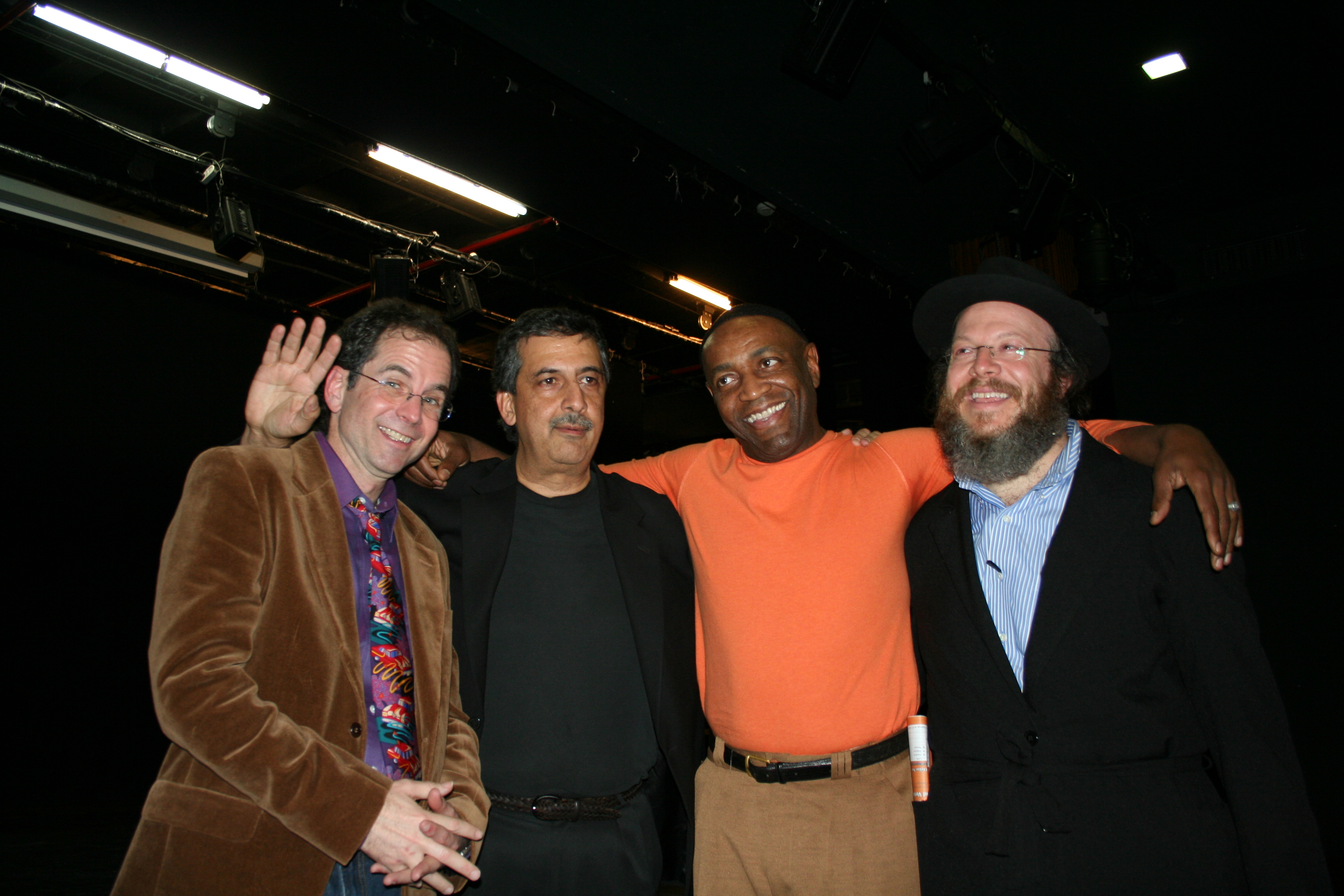
Hai người Do Thái cải đạo là Aaron Freeman và Israel Campbell bên phải

15. Không ghét đồng bào Do Thái — Lev. 19:17
16. Khiển trách la mắng người tội lỗi — Lev. 19:17
17. Không làm nhục không làm người khác cảm thấy xấu hổ nhục nhã — Lev. 19:17
18. Không ăn hiếp bắt nạt kẻ yếu — Ex. 22:21
19. Không nói xấu người khác — Lev. 19:16
20. Không trả thù không báo thù không trả miếng không rửa nhục — Lev. 19:18
21. Không nuôi giữ hận thù trong lòng — Lev. 19:18
22. Học kinh thánh Torah — Deut. 6:7

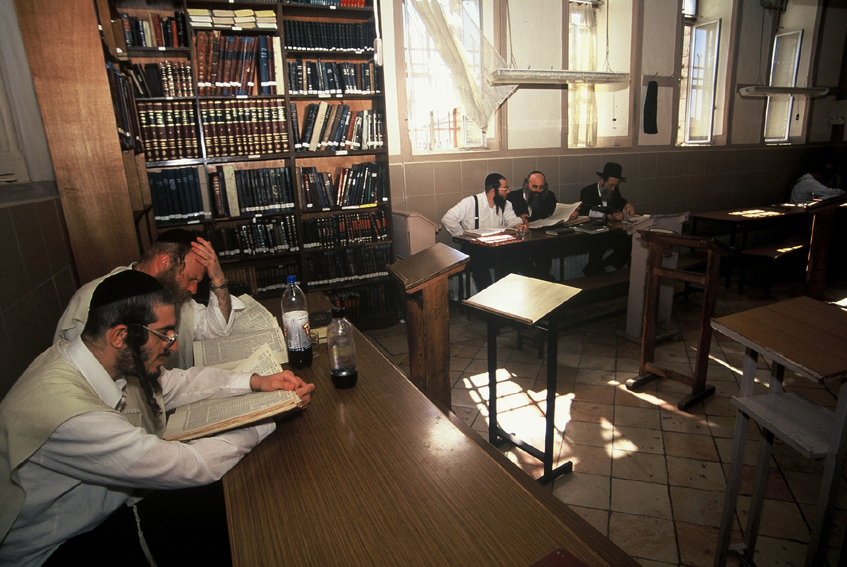
Người Do Thái học kinh thánh Torah

23. Tôn trọng người dạy dỗ và có kiến thức về Kinh Thánh Torah — Lev. 19:32

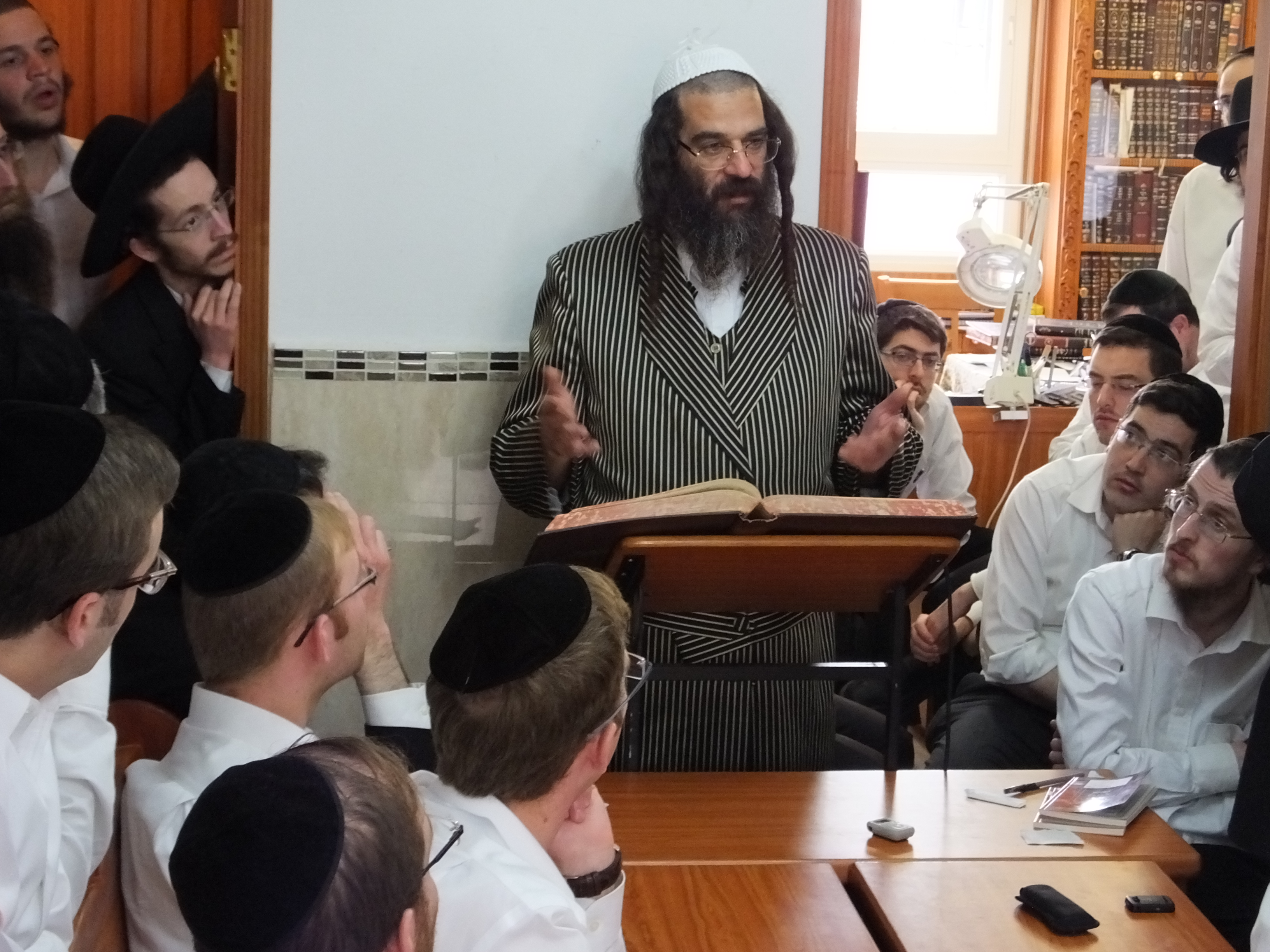
Tôn trọng người dạy dỗ và có kiến thức về Kinh Thánh Torah

24. Không tìm hiểu thần tượng hình tượng — Lev. 19:4
25. Không đi theo gọi tiếng gọi của trái tim hoặc những gì mắt ngươi thấy — Num. 15:39
26. Không báng bổ — Ex. 22:27
27. Không bắt chước cách thờ lạy của những người thờ lạy hình tượng — Standard->Ex. 20:6 Yemenite->Ex. 20:5
28. Không thờ lạy hình tượng theo 4 cách mà chúng ta thờ lạy Chúa — Standard->Ex. 20:6 Yemenite->Ex. 20:5
29. Không tạo ra thần tượng để thờ lạy — Standard->Ex. 20:5 Yemenite->Ex. 20:4
30. Không tạo hình tượng cho người khác — Lev. 19:4
31. Không tạo hình người cho dù là để trang trí — Standard->Ex. 20:21 Yemenite->Ex. 20:20
32. Không biến một thành phố trở nên tôn thờ hình tượng thần tượng — Deut. 13:14
33. Thiêu cháy một thành phố tôn thờ thần tượng hình tượng — Deut. 13:17
34. Không tái xây dựng lại thành phố đó — Deut. 13:17
35. Không kiếm lợi nhuận từ nơi đó — Deut. 13:18
36. Không truyền đạo để người ta đi tôn thờ thần tượng hình tượng — Deut. 13:12
37. Không yêu những kẻ tôn thờ hình tượng thần tượng — Deut. 13:9
38. Không ngừng căm ghét những kẻ tôn thờ hình tượng thần tượng — Deut. 13:9
39. Không cứu mạng những kẻ tôn thờ thần tượng hình tượng — Deut. 13:9
40. Không nói bất cứ điều gì để bảo vệ những kẻ thờ lạy thần tượng hình tượng — Deut. 13:9
41. Không kiềm chế việc buộc tội những kẻ tôn thờ thần tượng hình tượng — Deut. 13:9
42. Không nói tiên tri trong tên của hình tượng — Deut. 13:14
43. Không nghe lời tiên tri giả — Deut. 13:4
44. Không nói lời tiên tri giả dối trong tên của Đức Chúa Trời — Deut. 18:20
45. Không sợ các tiên tri giả — Deut. 18:22
46. Không thề tên của hình tượng — Ex. 23:13
47. Không lên đồng, không thần giao cách cảm, không liên lạc với vong linh — Lev. 19:31
48. Không lên đồng, không thần giao cách cảm, không liên lạc với cô hồn — Lev. 19:31
49. Không trao con cái và con cháu ngươi để làm vật hiến tế cho thần Molech — Lev. 18:21
50. Không dựng trụ cột ở nơi thờ phượng — Deut. 16:22
51. Không cúi đầu trước tượng đá — Lev. 26:1
52. Không trồng cây ở sân đền thờ — Deut. 16:21
53. Hủy diệt các thần tượng và đồ trang sức liên quan — Deut. 12:2
54. Không kiếm lợi nhuận của những kẻ tôn thờ hình tượng thần tượng và trang sức của họ — Deut. 7:26
55. Không kiếm lợi nhuận từ các hình tượng thần tượng — Deut. 7:25
56. Không thực hiện một giao ước với những kẻ tôn thờ thần tượng hình tượng —Deut. 7:2
57. Không ủng hộ bọn tôn thờ hình tượng thần tượng — Deut. 7:2
58. Không cho bọn thờ lạy hình tượng thần tượng vào lãnh thổ Israel — Ex. 23:33
59. Không bắt chước cách ăn mặc, phong tục tập quán, và văn hóa của dân ngoại — Lev. 20:23

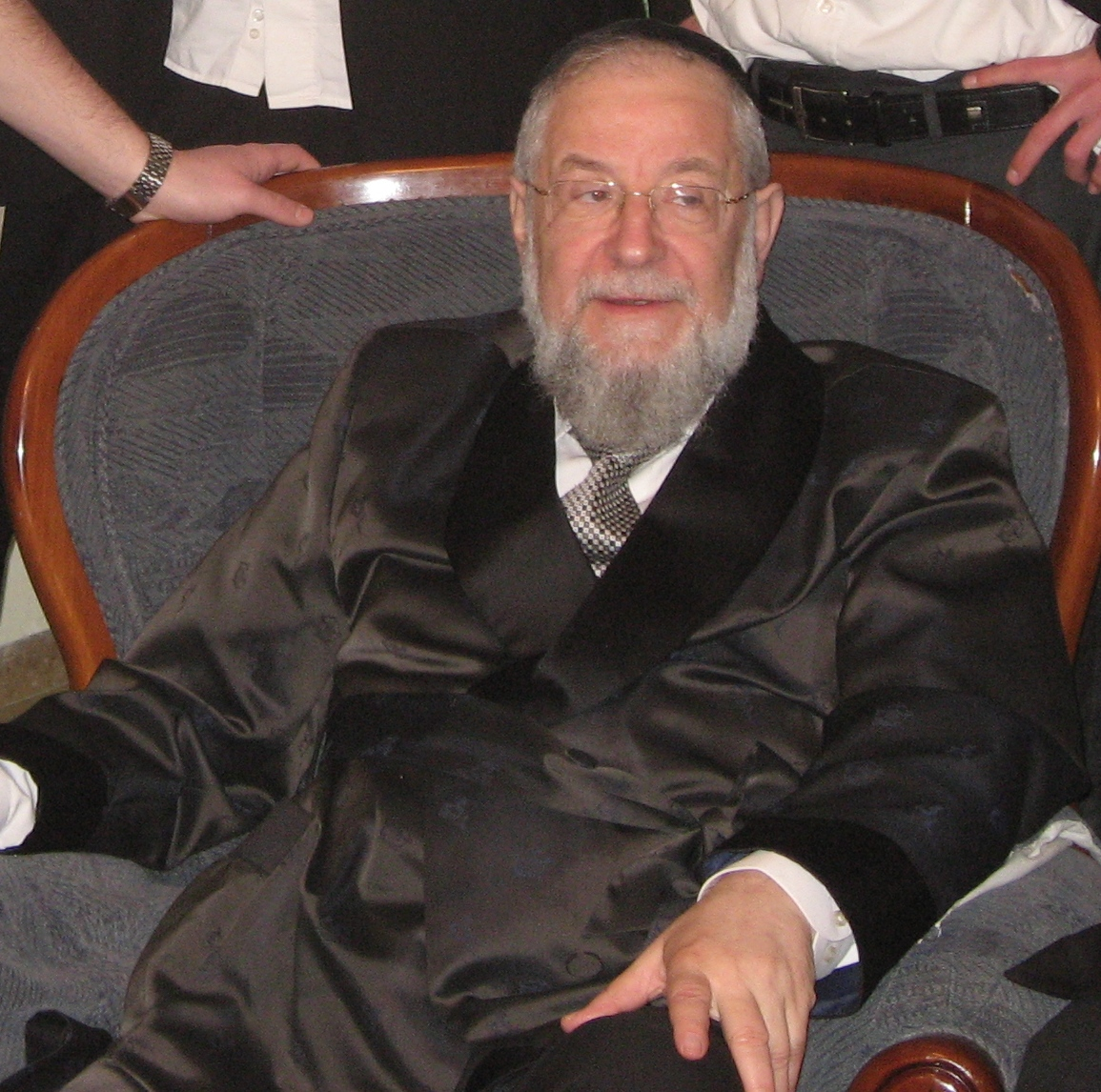
Người Do Thái ăn mặc theo phong tục tập quán và truyền thống Do Thái

60. Không mê tín dị đoan — Lev. 19:26
61. Không tham gia các sự kiện, nghi lễ mơ màng lên đồng, bói toán, đồng bóng... — Deut. 18:10
62. Không coi bói tử vi không xem bói toán — Lev. 19:26
63. Không nói câu thần chú — Deut. 18:11
64. Không cố gắng liên lạc với người chết — Deut. 18:11
65. Không hỏi han ov đồng bóng — Deut. 18:11
66. Không hỏi han yidoni đồng cốt — Deut. 18:11
67. Không thực hành ma thuật — Deut. 18:10
68. Đàn ông con trai nam nhi không được cắt tóc ở vùng thái dương, Tóc Do Thái — Lev. 19:27
69. Đàn ông con trai nam nhi không được cạo râu với dao cạo râu — Lev. 19:27
70. Đàn ông không mặc đồ phụ nữ — Deut. 22:5

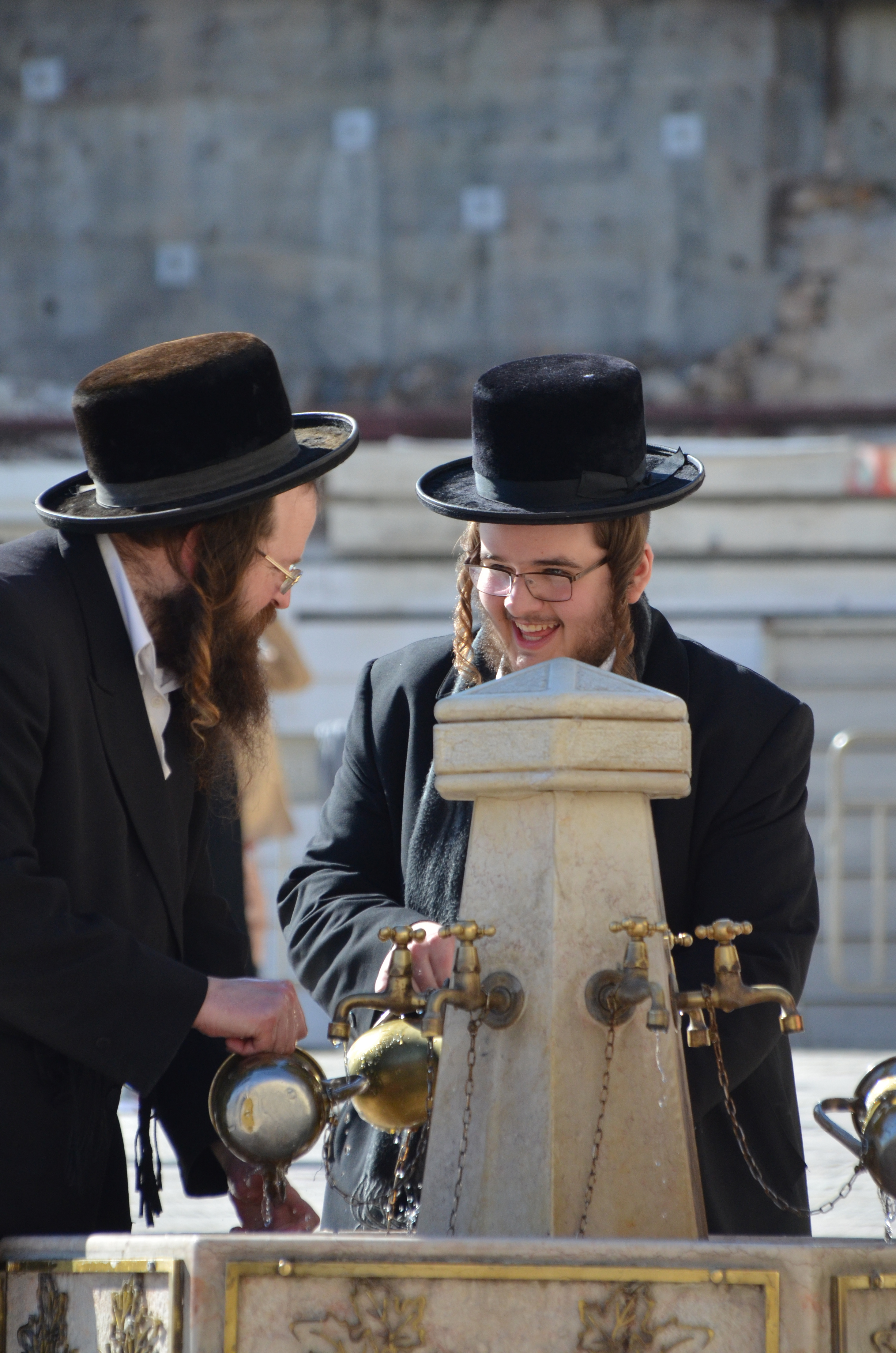
Đàn ông người Do Thái không mặc đồ phụ nữ

71. Đàn bà không mặc đồ nam giới — Deut. 22:5
72. Không xăm mình — Lev. 19:28
73. Không làm rách da khi có người thân chết — Deut. 14:1
74. Không cạo tóc khi có người chết hay đám tang đưa đám — Deut. 14:1
75. Phải xưng tội và chuộc lỗi — Num. 5:7
76. Đọc kinh Shema Yisrael hai lần mỗi ngày — Deut. 6:7
77. Đọc kinh cầu nguyện mỗi ngày, phục vụ Đức Chúa Trời — Ex. 23:25

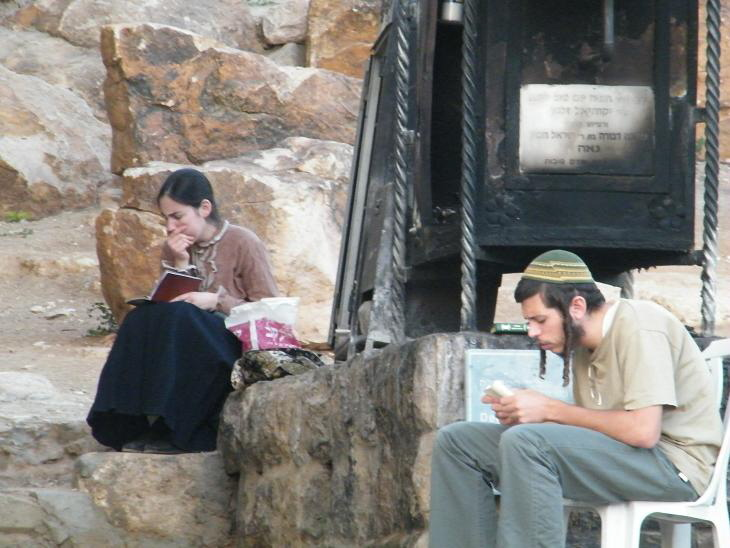
Hai người Do Thái đọc kinh cầu nguyện phục vụ Đức Chúa Trời

78. Kohanim đọc lời nguyện chúc phước dân tộc Do Thái mỗi ngày — Num. 6:23
79. Mặc hộp đựng kinh tefillin (phylacteries) trên trán — Deut. 6:8
80. Trói dây của hộp đựng kinh tefillin trên cánh tay — Deut. 6:8
81. Đặt thanh đựng kinh mezuzah trước mỗi lối đi và cánh cửa — Deut. 6:9
82. Mỗi người đàn ông phải ghi chép kinh thánh Torah Sefer — Deut. 31:19

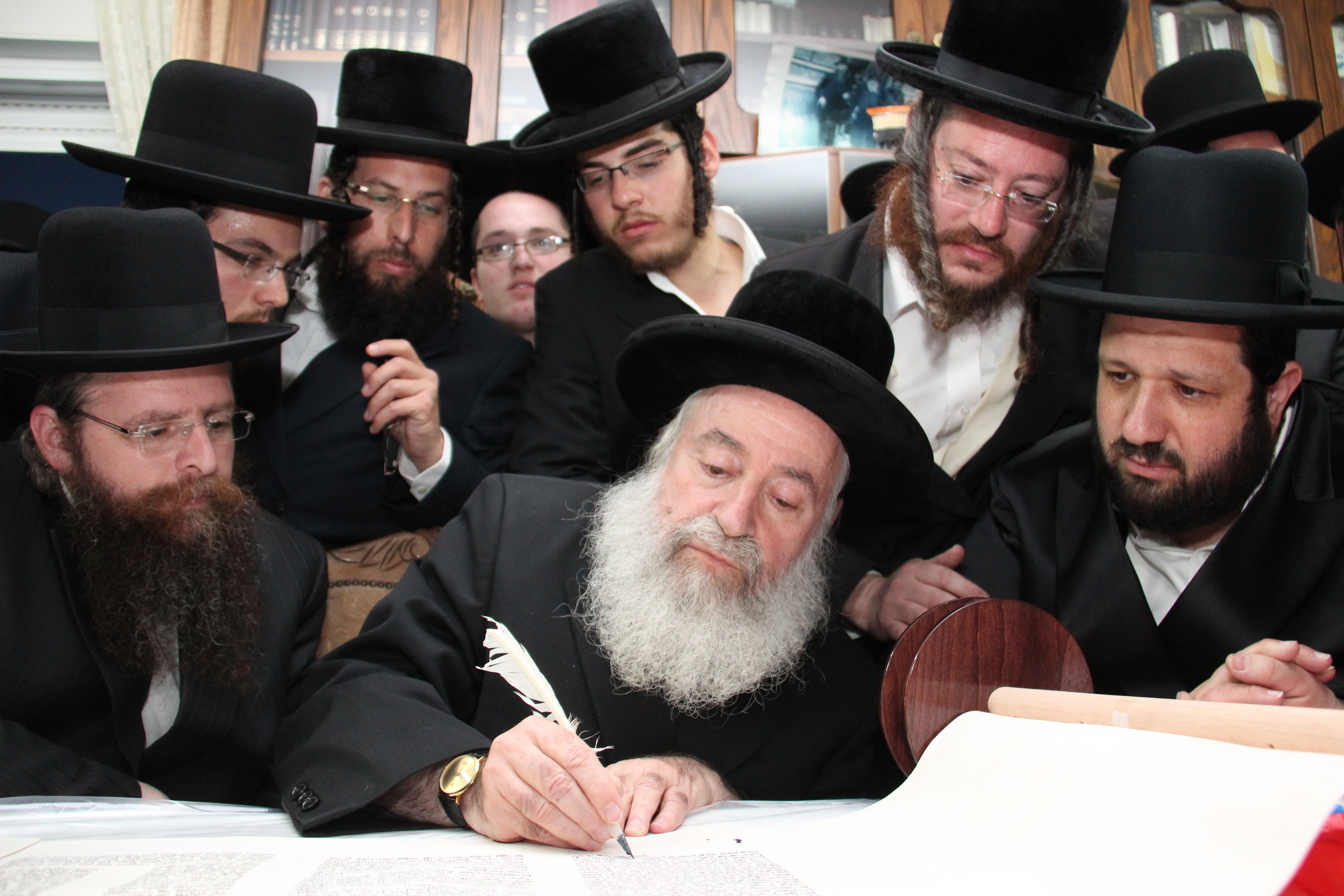
Đàn ông người Do Thái ghi chép kinh thánh Torah Sefer

83. Vua phải có kinh thánh Sefer Torah cho riêng mình — Deut. 17:18
84. Mặc dây tua tủa 4 góc của y phục tzitzit — Num. 15:38
85. Nhận chúc lành của Đức Chúa Trời là Đấng Toàn Năng sau khi ăn uống Birkat Hamazon — Deut. 8:10
86. Cắt bao quy đầu cho bé trai 8 ngày tuổi — Gen. 17:10
87. Nghỉ ngơi ngày Sa bát thứ bảy — Ex. 23:12
88. Cấm lao động vào ngày Sa bát thứ bảy — Standard->Ex. 20:11 Yemenite->Ex. 20:10
89. Tòa án không trừng phạt trong ngày Sa Bát thứ bảy — Ex. 35:3
90. Không đi ra ngoài khỏi phạm vi thành phố vào ngày Sa Bát thứ bảy — Ex. 16:29
91. Thánh hóa ngày bằng nghi lễ Kiddush và Havdalah — Standard->Ex. 20:9 Yemenite->Ex. 20:8
92. Nghỉ ngơi không lao động Yom Kippur — Lev. 23:32
93. Không lao động vào ngày Yom Kippur — Lev. 23:32
94. Kiêng cữ theo luật pháp trong ngày lễ Yom Kippur — Lev. 16:29
95. Không ăn uống vào ngày Yom Kippur — Lev. 23:29
96. Nghỉ ngơi ngày Lễ Vượt Qua — Lev. 23:7
97. Không lao động ngày đầu tiên của Lễ Vượt Qua — Lev. 23:8
98. Nghỉ ngơi ngày thứ bảy của Lễ Vượt Qua — Lev. 23:8
99. Không lao động ngày thứ bảy của Lễ Vượt Qua — Lev. 23:8
100. Nghỉ ngơi Lễ Ngũ Tuần — Lev. 23:21
101. Không lao động vào Lễ Ngũ Tuần — Lev. 23:21
102. Nghỉ ngơi vào ngày Tết Do Thái Rosh Hashanah — Lev. 23:24
103. Không lao động vào ngày Tết Do Thái Rosh Hashanah — Lev. 23:25
104. Nghỉ ngơi vào Lễ Lều Tạm — Lev. 23:35

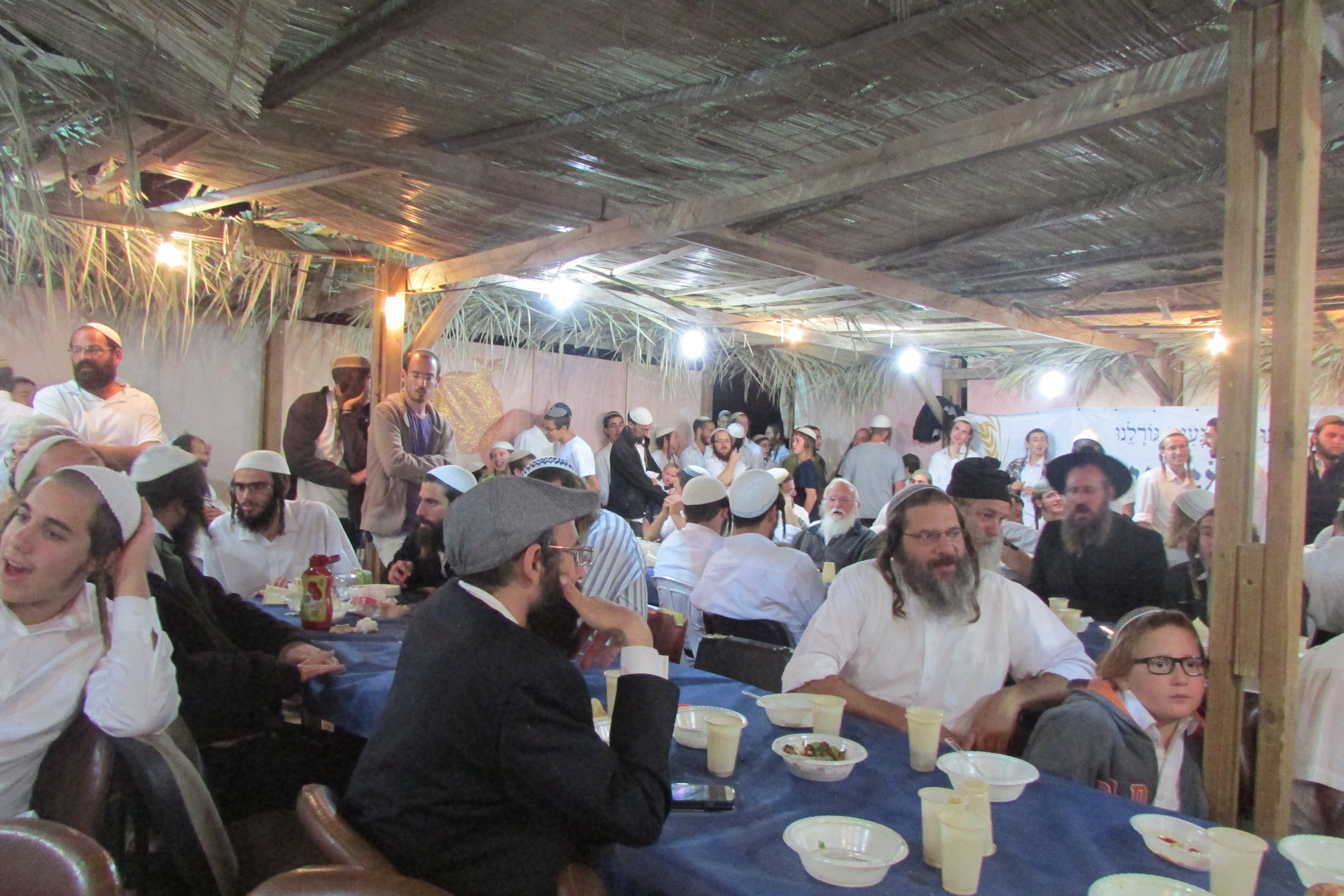
Người Do Thái nghỉ ngơi vào Lễ Lều Tạm

105. Không lao động vào Lễ Lều Tạm — Lev. 23:35
106. Nghỉ ngơi vào Shemini Atzeret — Lev. 23:36
107. Không lao động vào Shemini Atzeret —Lev. 23:36
108. Không ăn thực phẩm lên men vào chiều ngày 14 của tháng Nisan — Deut. 16:3
109. Đốt bỏ tất cả thực phẩm lên men vào ngày thứ 14 của tháng Nisan — Ex. 12:15
110. Trong 7 ngày của lễ vượt qua không ăn đồ lên men —Ex. 13:3
111. Không trộn thực phẩm lên men vào ngày lễ vượt qua — Ex. 12:20
112. Không nhìn đồ ăn lên men trong bảy ngày — Ex. 13:7
113. Trong 7 ngày không tìm đồ ăn lên men — Ex. 12:19
114. Ăn bánh matzah vào đêm đầu tiên của ngày lễ vượt qua — Ex. 12:18
115. Kết nối với Sách xuất hành tưởng nhớ về ai cập cổ xưa vào đêm đó — Ex. 13:8
116. Nghe tiếng kèn Shofar vào ngày đầu tiên của tháng Tishrei Tết Do Thái (Rosh Hashanah) — Num. 9:1

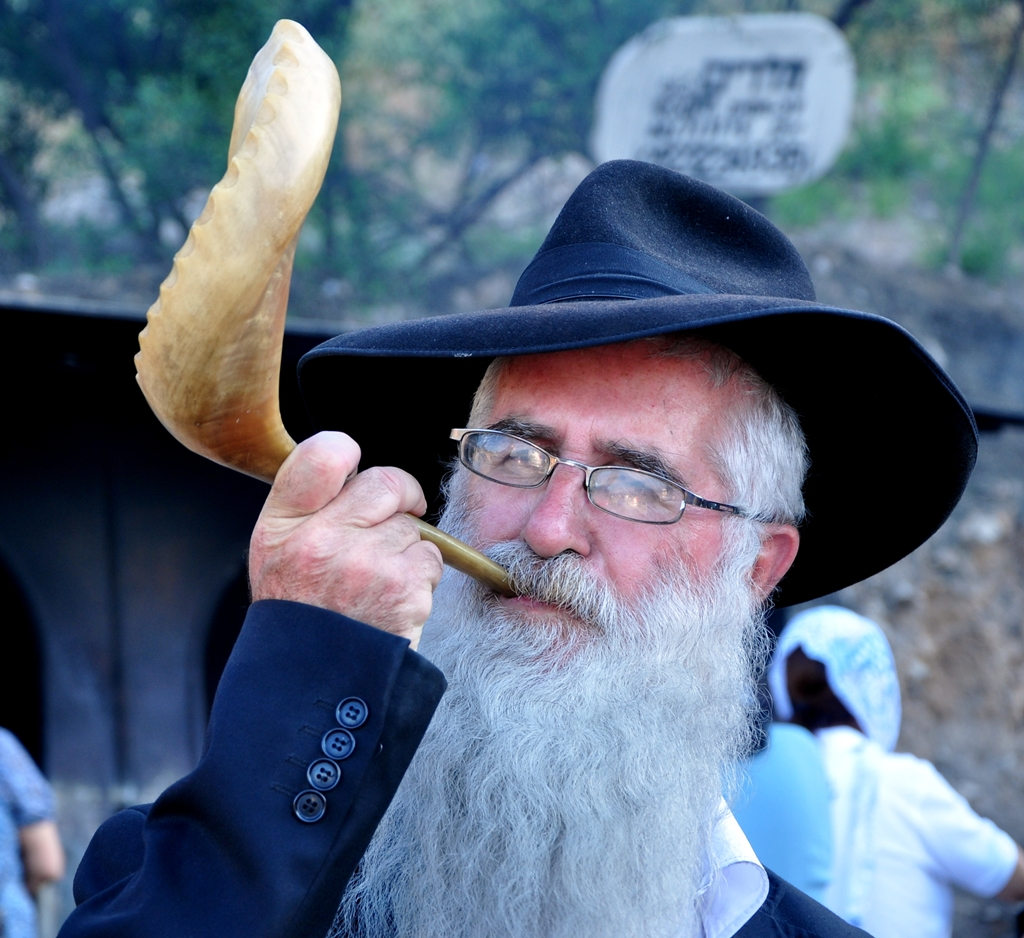
Người Do Thái thổi kèn Shofar

117. Trú ẩn trong lều tạm trong bảy ngày của Lễ Lều Tạm — Lev. 23:42
118. Sử dụng Bốn Loại Cây Quả trong bảy ngày của Lễ Lều Tạm — Lev. 23:40
119. Mỗi người đàn ông phải cung cấp cho một nửa shekel hàng năm — Ex. 30:13
120. Toà án phải tính toán để xác định khi một tháng mới bắt đầu — Ex. 12:2
121. Khi kẻ thù đột kích bất ngờ trong thành khi đang chiến tranh ở ngoài thành thì phải thổi ken loan báo thật to — Num. 10:9
122. Kết hôn theo luật Do Thái Giáo — Deut. 22:13
123. Không quan hệ tình dục với phụ nữ chưa lấy chồng Deut. 23:18
124. Không được cắt giảm thực phẩm, quần áo, và quan hệ tình dục với vợ của ngươi — Ex. 21:10
125. Có con với một vợ — Gen. 1:28
126. Để ly dị phải có tài liệu ly hôn — Deut. 24:1
127. Một người đàn ông không tái hôn với người vợ cũ sau khi cô ấy đã kết hôn với người khác — Deut. 24:4
128. Thực hiện yibbum (kết hôn với người vợ góa phụ của anh em ruột nếu không chưa con — Deut. 25:5
129. Thực hành halizah giải phóng người góa phụ — Deut. 25:9
130. Người góa phụ không phải tái hôn cho đến khi mối quan hệ với anh em rể của cô được xóa bỏ (bằng halizah) — Deut. 25:5
131. Tòa án phải phạt một người quyến rũ tình dục một thiếu nữ — Ex. 22:15-16
132. Kẻ hiếp dâm phải cưới nạn nhân nếu cô ấy chưa lấy chồng — Deut. 22:29
133. Kẻ hiếp dâm không có quyền ly hôn — Deut. 22:29
134. Kẻ ngoại tình vẫn phải ở với vợ — Deut. 22:19
135. Kẻ ngoại tình không nên ly dị — Deut. 22:19
136. Tuân theo luật Sotah — Num. 5:30
137. Không chế dầu vào của tế lễ — Num. 5:15
138. Không bỏ nhũ hương vào của tế lễ — Num. 5:15
139. Cấm quan hệ tình dục với mẹ ruột — Lev. 18:7
140. Cấm quan hệ tình dục với dì ghẻ — Lev. 18:8
141. Cấm quan hệ tình dục với chị ruột — Lev. 18:9
142. Cấm quan hệ tình dục với con gái dì ghẻ — Lev. 18:11
143. Cấm quan hệ tình dục với cháu gái — Lev. 18:10
144. Cấm quan hệ tình dục với con gái của ngươi — Lev. 18:10
145. Cấm quan hệ tình dục với cháu gái ruột — Lev. 18:10
146. Cấm quan hệ tình dục với người phụ nữ và con gái của nàng — Lev. 18:17
147. Cấm quan hệ tình dục với người phụ nữ và cháu gái dòng phụ hệ của nàng — Lev. 18:17
148. Cấm quan hệ tình dục với người phụ nữ và cháu gái dòng mẫu hệ của nàng — Lev. 18:17
149. Cấm quan hệ tình dục với cô, dì, thím, bác của ba — Lev. 18:12
150. Cấm quan hệ tình dục với cô, dì, thím, bác của má — Lev. 18:13
151. Cấm quan hệ tình dục với em dâu họ, chị dâu họ hàng — Lev. 18:14
152. Cấm quan hệ tình dục với con dâu — Lev. 18:15
153. Cấm quan hệ tình dục với em dâu ruột, chị dâu ruột — Lev. 18:16
154. Cấm quan hệ tình dục với em ruột và chị ruột của vợ ngươi — Lev. 18:18
155. Cấm nam nhi quan hệ tình dục với động vật — Lev. 18:23
156. Cấm nữ nhi quan hệ tình dục với thú vật — Lev. 18:23
157. Cấm quan hệ tình dục đồng tính luyến ái — Lev. 18:22
158. Cấm quan hệ tình dục phụ tử — Lev. 18:7
159. Cấm quan hệ tình dục với chú, cậu, bác — Lev. 18:14
160. Cấm quan hệ tình dục với vợ người ta — Lev. 18:20
161. Cấm quan hệ tình dục với một người phụ nữ không tinh khiết, trong Chu kỳ kinh nguyệt — Lev. 18:19
162. Không lấy Không kết hôn với dân ngoại (người ngoại đạo, người không theo đạo Do Thái Giáo) — Deut. 7:3
163. Cấm nam giới chủng tộc Moabites và Ammonites kết hôn với người Do Thái — Deut. 23:4
164. Không cấm thế hệ thứ ba của con cháu Ai Cập cải đạo để vào hội đường — Deut. 23:8-9
165. Không cấm thế hệ thứ ba của con cháu Edom cải đạo để vào hội đường — Deut. 23:8-9
166. Cấm mamzer (con đẻ ngoài giá thú, con hoang) kết hôn với người Do Thái — Deut. 23:3
167. Cấm thái giám và đàn ông bị thiến kết hôn với người Do Thái — Deut. 23:2
168. Không dâng hiến động vật bị thiến cho Đức Chúa Trời — Lev. 22:24
169. Thượng Tế không lấy góa phụ — Lev. 21:14
170. Thượng Tế không quan hệ tình dục với góa phụ hay người phụ nữ khác mà không phải vợ mình Lev. 21:15
171. Thượng Tế bắt buột phải cưới một thiếu nữ trinh trắng — Lev. 21:13
172. Kohen không lấy người đã ly dị — Lev. 21:7
173. Kohen không kết hôn với một zonah (một phụ nữ đã có quan hệ tình dục bị cấm) — Lev. 21:7
174. Kohen không kết hôn với một chalalah ("một người báng bổ xúc phạm") — Lev. 21:7
175. Không làm cho vui (không quan hệ tình dục) không tiếp xúc với bất kỳ người phụ nữ bị cấm — Lev. 18:6
176. Phải kiểm tra kỹ càng để phân biệt những con vật đạt tiêu chuẩn Kosher và những con thú dơ bẩn ô uế — Lev. 11:2
177. Phải kiểm tra kỹ càng để phân biệt những gia cầm vật đạt tiêu chuẩn Kosher và những gia cầm dơ bẩn ô uế — Deut. 14:11
178. Phải kiểm tra kỹ càng để phân biệt những con cá đạt tiêu chuẩn Kosher và những con cá dơ bẩn ô uế không đạt chuẩn Kosher — Lev. 11:9
179. Phải kiểm tra kỹ càng để phân biệt con châu chấu đạt tiêu chuẩn Kosher và những con con châu chấu bẩn thỉu ô uế không đạt tiêu chuẩn Kosher — Lev. 11:21
180. Không ăn động vật ô uế không đạt tiêu chuẩn Kosher — Lev. 11:4
181. Không ăn những loại gia cầm bẩn thỉu dơ dáy không đạt tiêu chuẩn Kosher — Lev. 11:13
182. Không ăn những con cá ô uế bẩn thỉu không đạt tiêu chuẩn Kosher — Lev. 11:11
183. Không ăn côn trùng biết bay không đạt chuẩn Kosher — Deut. 14:19
184. Không ăn Động vật bò sát — Lev. 11:41
185. Không ăn giòi, dòi, nhộng, ấu trùng, nhút nhít — Lev. 11:44
186. Không ăn sâu, giun, dòi, bọ trong trái cây hoa quả ở trên đất — Lev. 11:42
187. Không ăn hải sản ngoại trừ con cá — Lev. 11:43
188. Không ăn thịt động vật không bị giết theo luật Shechita — Deut. 14:21
189. Không được hưởng lợi từ một con bò bị kết án bị ném đá Ex. 21:28
190. Không ăn thịt của động vật bị trọng thương — Ex. 22:30
191. Không ăn một chân tay bị rách của một sinh vật sống — Deut. 12:23
192. Không ăn máu huyết —Lev. 3:17
193. Không ăn một số mỡ động vật — Lev. 3:17
194. Không ăn các gân của đùi — Gen. 32:33
195. Không ăn những gì trộn sữa với thịt — Ex. 23:19
196. Không nấu sữa với thịt — Ex. 34:26
197. Không được ăn bánh mì làm bằng lúa mạch mới trước Omer — Lev. 23:14
198. Không được ăn gạo rang làm bằng lúa mạch mới trước Omer — Lev. 23:14
199. Không được ăn hạt chín lúa mạch mới trước Omer — Lev. 23:14
200. Không ăn hoa quả trái cây của cây 3 tuổi — Lev. 19:23
201. Không ăn hạt giống trong vườn rượu nho — Deut. 22:9
202. Không ăn trái cây lạ — Lev. 22:15
203. Không uống rượu với kẻ thờ thần tượng — Deut. 32:38
204. Giết động vật theo luật Shechita — Deut. 12:21
205. Không được giết mổ động vật và con cái của nó trong cùng một ngày — Lev. 22:28
206. Rải đất lên máu (của một con thú được làm thịt hoặc con gà) — Lev. 17:13
207. Phải chờ chim mẹ bay khỏi tổ trước khi bắt chim con — Deut. 22:6
208. Phải thả chim mẹ nếu chim mẹ bị bắt cóc khỏi tổ chim — Deut. 22:7
209. Không thề dối trong danh của Đức Chúa Trời — Lev. 19:12
210. Không kêu tên Đức Chúa Trời vô cớ — Standard->Ex. 20:7 Yemenite->Ex. 20:6
211. Không phủ nhận quyền sở hữu của một cái gì đó đã giao phó cho bạn — Lev. 19:11
212. Không thề phủ nhận các yêu cầu bồi thường tiền tệ — Lev. 19:11
213. Thề trong danh của Đức Chúa Trời để xác nhận sự thật cần thiết bởi tòa án — Deut. 10:20
214. Thực hiện những gì đã được nói ra và làm những gì đã được thừa nhận — Deut. 23:24
215. Không phá vỡ lời hứa và lời thề — Num. 30:3
216. Đối với lời thề và lời hứa bãi bỏ, có luật pháp của việc bãi bỏ thề nguyện rõ ràng trong kinh thánh Torah — Num. 30:3
217. Phải để tóc dài — Num. 6:5
218. Không cắt tóc — Num. 6:5
219. Không uống rượu, đồ uống say, và rượu nho — Num. 6:3
220. Không ăn nho — Num. 6:3
221. Không ăn nho khô — Num. 6:3
222. Không ăn hột nho — Num. 6:4
223. Không ăn vỏ nho — Num. 6:4
224. Không đến gần xác chết — Num. 6:6
225. Không tiếp xúc với người chết — Num. 6:7
226. Phải cạo đầu sau khi hoàn thành giai đoạn Nazarite — Num. 6:9
227. Ước tính giá trị của con người được xác định bởi Kinh Thánh Torah —Lev. 27:2
228. Ước tính giá trị của động vật hiến tế — Lev. 27:12-13
229. Ước tính giá trị của ngôi nhà thánh hiến — Lev. 27:14
230. Ước tính giá trị của đất đai hiến tặng — Lev. 27:16
231. Thực hiện pháp luật ngăn cấm sở hữu (cherem) — Lev. 27:28
232. Không bán cherem — Lev. 27:28
233. Không chuộc lại cherem — Lev. 27:28
234. Không trồng nhiều loại hạt giống khác bên cạnh nhau — Lev. 19:19
235. Không trồng các loại ngũ cốc hoặc rau trong một vườn nho — Deut. 22:9
236. Không lai giống động vật — Lev. 19:19
237. Không làm việc cùng lúc với nhiều loại động vật khác nhau — Deut. 22:10
238. Không mặc shaatnez, vải dệt chung từ vải len và vải lanh Deut. 22:11
239. Không thu hoạch hết mà để chừa lại cho những người nghèo — Lev. 19:10
240. Không gặt đến sát bờ ruộng — Lev. 19:9
241. Để thừa những gié lúa đã gặt sót — Lev. 19:9
242. Không thu lượm lúa còn sót lại — Lev. 19:9
243. Không hái nho đến trụi nhẵn cành — Lev. 19:10
244. Không thu lượm những trái nho còn sót lại — Lev. 19:10
245. Để thừa những trái nho bị rụng — Lev. 19:10
246. Không lượm những quả nho bị rụng — Lev. 19:10
247. Để những bó lúa bị quên trên cánh đồng — Deut. 24:19
248. Không đi lấy nó — Deut. 24:19
249. Lấy một phần mười tiền để dành cho người nghèo — Deut. 14:28
250. Cho người khác những gì họ cần "tzedakah" — Deut. 15:8
251. Không ăn bớt quỹ từ thiện cho người nghèo — Deut. 15:7
252. Tặng quà cho tư tế Kohen Terumah Gedolah — Deut. 18:4
253. Vương Triều Nhà Lê Vi phải dâng lại một phần mười của họ cho Chúa — Num. 18:26
254. Không mở đầu một phần mười đến tiếp theo, nhưng tách chúng theo thứ tự thích hợp — Ex. 22:28
255. Một phi Kohen không ăn Terumah — Lev. 22:10
256. Người công nhân thuê bởi Kohen không ăn Terumah — Lev. 22:10
257. Linh mục chưa cắt bao quy đầu Kohen (priest) không ăn Terumah (heave offering) — Ex. 12:48
258. Kohen không tinh khiết không ăn Terumah — Lev. 22:4
259. Một chalalah không ăn Terumah — Lev. 22:12
260. Vương Triều Nhà Lê Vi được hưởng một phần mười sản nghiệp — Num. 18:24
261. Phải để một phần mười thứ hai chỗ riêng (Ma'aser Sheni) — Deut. 14:22
262. Không dùng tiền mua chuộc để sử dụng vào mục đích khác trừ việc mua thực phẩm, thức uống, hoặc thuốc mỡ — Deut. 26:14
263. Không ăn Ma'aser Sheni khi tâm hồn thể xác không tinh khiết — Deut. 26:14
264. Một người than khóc trong ngày đầu tiên sau khi chết không ăn Ma'aser Sheni — Deut. 26:14
265. Không ăn Ma'aser Sheni ngũ cốc ngoài Đất Thánh Jerusalem — Deut. 12:17
266. Không ăn Ma'aser Sheni rượu ngoài Thánh Địa Jerusalem — Deut. 12:17
267. Không ăn Ma'aser Sheni dầu ngoài Đất Thánh Jerusalem — Deut. 12:17
268. Các loại cây trồng năm thứ tư phải hoàn toàn vì mục đích thánh thiện như Ma'aser Sheni — Lev. 19:24
269. Để đọc kinh xưng tội của một phần mười mọi năm thứ tư và thứ bảy — Deut. 26:13
270. Tách sang một bên những Trái cây đầu mùa và mang chúng đến đền thánh — Deut. 26:19
271. Kohen không ăn trái cây hoa quả đầu lòng ngoài Thánh Địa Jerusalem Deut. 12:17
272. Đọc Kinh Thánh Torah liên quan đến trình bày của họ — Deut. 26:5
273. Dâng bánh mì, ngũ cốc đầu mùa cho Kohen — Num. 15:20
274. Cho vị tư tế Kohen cái vai, hàm trên và hàm dưới, cùng cái dạ dày của động vật. — Deut. 18:3
275. Dân số lông chiên mới hớt lần đầu cho tư tế Kohen — Deut. 18:4
276. Phải chuộc lại con trai đầu lòng của người và súc vật, và lì xì cho Kohen — Num. 18:15
277. Chuộc lại con lừa con đầu lòng và hiến tế con chiên cho linh mục Kohen — Ex. 13:13
278. Bẻ gẫy cổ lừa con nếu người sở hữu không muốn chuộc lại nó — Ex. 13:13
279. Để đất đai yên nghỉ vào năm thứ bảy, không hoạt động sản xuất tăng trưởng — Ex. 34:21
280. Không lao động trên đất vào năm thứ bảy — Lev. 25:4
281. Không làm việc với nông sản vào năm đó — Lev. 25:4
282. Không thu hoạch nông sản sau mùa gặt vì đất phải được nghỉ ngơi trong một năm. Lev. 25:5
283. Không gặt hái hoa trái nho trên cây chưa tỉa vì đất phải được nghỉ ngơi trong một năm. Lev. 25:5
284. Để lại nông sản được trồng từ năm ngoái — Ex. 23:11
285. Hủy bỏ tất cả các khoản tiền vay của con nợ vào năm thứ bảy — Deut. 15:2
286. Không chén ép con nợ — Deut. 15:2
287. Không kiềm chế việc cho vay ngay lập tức trước khi phát hành các khoản cho vay vì sợ mất tiền tệ —Deut. 15:9
288. Toà án Sanhedrin phải tính bảy lần bảy năm. — Lev. 25:8
289. Tòa án Sanhedrin phải thánh hóa năm thứ năm mươi — Lev. 25:10
290. Thổi kèn Shofar vào ngày thứ 10 của tháng Tishrei cho sự giải phóng nô lệ — Lev. 25:9
291. Không gieo giống vào năm thứ năm mươi — Lev. 25:11
292. Không gặt hái mùa màng vào năm thứ năm mươi — Lev. 25:11
293. Không thu hoạch trái nho vào năm thứ năm mươi — Lev. 25:11
294. Thực hiện pháp luật về buôn bán tài sản gia đình — Lev. 25:24
295. Không bán đất ở Israel vĩnh viễn — Lev. 25:23
296. Thực hiện pháp luật về nhà ở tại các thành phố có tường bao quanh — Lev. 25:29
297. Vương triều nhà Lê Vi không được hưởng sản nghiệp ở Israel, nhưng được thành phố hiến dâng của lễ cho Chúa mà sống — Deut. 18:1
298. Vương triều nhà Lê Vi không nhận chiến lợi phẩm của những cuộc chiến tranh — Deut. 18:1
299. Cung cấp đất đai xung quanh các thành phố của Vương Triều Lê Vi — Num. 35:2
300. Không bán đồng ruộng, đồng cỏ quanh các thành của vương triều Lê Vi — Lev. 25:34
301. Xây Đền Thánh — Ex. 25:8
302. Không xây bàn thờ bằng đá đẽo bằng kim loại — Standard->Ex. 20:24 Yemenite->Ex. 20:23
303. Không leo lên bàn thờ — Standard->Ex. 20:27 Yemenite->Ex. 20:26
304. Thể hiện sự tôn kính trang nghiêm khi đến đền thờ — Lev. 19:30
305. Bảo vệ khu vực Đền Thánh — Num. 18:2
306. Không rời khỏi Đến Thánh khi không có lính bảo vệ — Num. 18:5
307. Để chuẩn bị dầu xức — Ex. 30:31
308. Không tái sản xuất dầu xức — Ex. 30:32
309. Không được xức dầu với xức dầu — Ex. 30:32
310. Không tái sản xuất nhang — Ex. 30:37
311. Không đốt bất cứ thứ gì trên bàn thờ vàng bên cạnh nhang — Ex. 30:9
312. Vương Triều Nhà Lê Vi phải vận chuyển hòm giao ước bằng chính đôi vai của họ — Num. 7:9
313. Không tháo gậy khỏi hòm — Ex. 25:15
314. Vương Triều Nhà Lê Vi phải làm việc trong đền thánh — Num. 18:23
315. Vương Triều Nhà Lê Vi không làm việc của Vương Triều Kohen, và ngược lại — Num. 18:3
316. Tặng quà cho Kohen vì tinh thần cống hiến hy sinh phục vụ — Lev. 21:8
317. Công việc của các Kohanim phải bằng nhau trong các ngày nghỉ — Deut. 18:6-8
318. Các Kohanim phải mặc quần áo linh mục của họ trong quá trình dịch vụ — Ex. 28:2
319. Không xé quần áo linh mục — Ex. 28:32
320. Áo giáp ngực của Thầy Thượng Tế Kohen Gadol không được nới lỏng bảng Efod — Ex. 28:28
321. Một "Kohen" bị say xỉn không vào Đền Thánh — Lev. 10:9
322. Một Kohen không vào Đền Thánh với đầu trần — Lev. 10:6
323. Một Kohen không vào Đền Thánh với quần áo bị rách — Lev. 10:6
324. Một Kohen không được vào đền thánh một cách tùy tiện bừa bãi — Lev. 16:2
325. Một Kohen không rời khỏi Đền Thánh trong thời gian làm lễ — Lev. 10:7
326. Đuổi kẻ ô uế ra khỏi đền thờ — Num. 5:2
327. Người ô uế cấm không được vào đền thánh — Num. 5:3
328. Những kẻ không tinh khiết không được tới đền thờ — Deut. 23:11
329. Kohen không tinh khiết không phục vụ trong đền thánh — Lev. 22:2
330. Một Kohen không tinh khiết, sau khi thanh tẩy trong nước phép, phải đợi mặt trời lặn trước khi quay trở lại phục vụ — Lev. 22:7
331. Một Kohen phải rửa tay và bàn chân của mình trước làm dịch vụ — Ex. 30:19
332. Kohen bị thương, bị đau ốm bệnh tật không được đến gần không được tiếp cận bàn thờ — Lev. 21:23
333. Kohen bị thương, bị đau ốm bệnh tật không được dâng của lễ cho Chúa — Lev. 21:17
334. Kohen bị khuyết tật không được dâng của lễ cho Chúa — Lev. 21:17
335. Người không thuộc Vương Triều Kohen thì người đó không làm công việc phục vụ — Num. 18:4
336. Dâng hiến động vật không tì vết — Lev. 22:21
337. Không dâng hiến động vật bị mụn lên bàn thờ — Lev. 22:20
338. Không giết nó — Lev. 22:22
339. Không phải rảy máu của nó — Lev. 22:24
340. Không đốt mỡ của nó — Lev. 22:22
341. Không dâng hiến một con vật mọc mụn — Deut. 17:1
342. Không hiến tế thú vật bị mụn ngay cả khi được cung cấp bởi dân ngoại — Lev. 22:25
343. Không gây vết thương trên động vật dâng hiến — Lev. 22:21
344. Chuộc lại động vật hiến tế không đạt tiêu chuẩn — Deut. 12:15
345. Dâng hiến động vật ít nhất 8 ngày tuổi — Lev. 22:27
346. Không được cung cấp động vật mua được bằng tiền lương của một gái điếm hay các động vật trao đổi cho một con chó. Một số giải thích "đổi thành một con chó" như đề cập đến mức lương của một gái mại dâm nam. — Deut. 23:19
347. Không đốt mật ong hoặc men trên bàn thờ — Lev. 2:11
348. Muối tất cả vật hiến tế — Lev. 2:13
349. Không bỏ sót muối của lễ hiến dâng — Lev. 2:13
350. Thực hiện các thủ tục của lễ thiêu như quy định trong Kinh Torah — Lev. 1:3
351. Không ăn thịt nó — Deut. 12:17
352. Thực hiện các thủ tục của lễ chuộc tội — Lev. 6:18
353. Không ăn thịt của người phạm tội lỗi dâng bên trong — Lev. 6:23
354. Không chặt đầu con chim và không dùng nó làm của lễ chuộc tội — Lev. 5:8
355. Thực hiện các thủ tục của lễ đền bù — Lev. 7:1
356. Các Kohanim phải ăn thịt hiến tế trong đền thờ — Ex. 29:33
357. Kohen không ăn thịt ngoài sân đền thánh — Deut. 12:17
358. Một phi - Kohen không ăn thịt hiến tế — Ex. 29:33
359. Để thực hiện theo các thủ tục của lễ hòa bình — Lev. 7:11
360. Không ăn thịt của những vật hiến tế nhỏ trước khi tưới máu — Deut. 12:17
361. Để mang lại các dịch vụ ăn theo quy định trong Torah — Lev. 2:1
362. Không đưa dầu vào các bữa ăn của người làm sai — Lev. 5:11
363. Không đưa trầm hương vào bữa ăn của người phạm lỗi — Lev. 3:11
364. Không ăn các lễ chay của thầy thượng tế — Lev. 6:16
365. Không nấu một của lễ chay như bánh có men — Lev. 6:10
366. Các Kohanim phải ăn thức ăn còn sót lại của các dịch vụ bữa ăn — Lev. 6:9
367. Mang tất cả các đồ vật được thừa nhận và tự nguyện đến đền thánh và lễ hội tiếp theo đầu tiên — Deut. 12:5-6
368. Không chần trừ trả tiền lương vì bất kỳ lời hứa — Deut. 23:22
369. Cung cấp tất cả của dâng lễ trong Đền Thánh — Deut. 12:11
370. Mang tất cả vật hiến tế ngoài Israel vào đền Thánh — Deut. 12:26
371. Không được giết mổ hiến đế động vật bên ngoài sân — Lev. 17:4
372. Không dâng của lễ thiêu ở bất cứ nơi nào ngoài sân toà — Deut. 12:13
373. Hiến tế hai con chiên mỗi ngày — Num. 28:3
374. Đốt lửa trên bàn thờ mỗi ngày — Lev. 6:6
375. Không dập tắt ngọn lửa này — Lev. 6:6
376. Loại bỏ tro tàn từ bàn thờ mỗi ngày — Lev. 6:3
377. Thắp hương mỗi ngày — Ex. 30:7
378. Thắp sáng nến Menorah mỗi ngày — Ex. 27:21
379. Các Kohen Gadol phải mang lại một bữa ăn cung cấp hàng ngày — Lev. 6:13
380. Hiến tế hai con chiên vào ngày Sa Bát — Num. 28:9
381. Làm bánh showbread — Ex. 25:30
382. Dâng tặng lễ vật Rosh Chodesh (" The New Month") — Num. 28:11
383. Dâng tặng lễ vật Lễ Vượt Qua — Num. 28:19
384. Mang bó lúa mạch đầu tiên đến cho thầy tế lễ — Lev. 23:10
385. Mỗi người đàn ông phải đếm ngày Omer - bảy tuần kể từ ngày mới sau khi lúa mạch dâng hiến đã đưa cho thầy tế lễ — Lev. 23:15
386. Dâng tặng lễ vật Lễ Ngũ Tuần — Num. 28:26
387. Mang hai ổ bánh được làm ở nhà đến làm của lễ — Lev. 23:17
388. Dâng tặng lễ vật Tết Do Thái Rosh Hashanah — Num. 29:2
389. Dâng tặng lễ vật Lễ Đền Tội — Num. 29:8
390. Dâng tặng lễ vật Lễ Lều Tạm — Num. 29:13
391. Dâng tặng lễ vật Shmini Atzeret — Num. 29:35
392. Không ăn vật hiến tế đã trở nên không thích hợp hay bị mụn — Deut. 14:3
393. Không ăn vật hy sinh từ nghi lễ với ý định không đúng đắn — Lev. 7:18
394. Phải ăn hết thịt con vật trong ngày đó, không chừa lại gì đến sáng mai — Lev. 22:30
395. Không ăn thức ăn dư thừa bị bỏ đi — Lev. 19:8
396. Không ăn vật hy sinh mà nó đã không tinh khiết — Lev. 7:19
397. Một người không trong sạch không ăn vật hiến tế — Lev. 7:20
398. Đốt những vật hiến tế còn sót lại — Lev. 7:17
399. Đốt cháy tất cả những vật hiến tế không tinh khiết — Lev. 7:19
400. Để thực hiện theo các thủ tục của Lễ Đền Tội trong trình tự quy định tại Parsha h Acharei Mot ("Sau cái chết của người con trai của Aaron...") — Lev. 16:3
401. Một người vi phạm tài sản phải trả nợ những gì ông đã vi phạm cộng với một phần năm và mang lại một vật hiến tế — Lev. 5:16
402. Không làm việc với thú vật hiến tế — Deut. 15:19
403. Không cắt lông cừu của vật hiến — Deut. 15:19
404. Giết mổ trong ngày lễ Vượt Qua theo thời gian quy định — Ex. 12:6
405. Không để giết nó trong khi sở hữu chất men — Ex. 23:18
406. Không để chất béo qua đêm — Ex. 23:18
407. Giết chết con chiên thứ hai Paschal Lamb — Num. 9:11
408. Ăn thịt con chiên với matzah và Marror vào buổi tối thứ 14 của tháng Nisan — Ex. 12:8
409. Ăn con chiên thứ hai vào đêm thứ 15 của tháng Iyar — Num. 9:11
410. Không ăn thịt sống hoặc thịt luộc — Ex. 12:9
411. Không lấy thịt vượt qua khỏi sự hạn chế của nhóm — Ex. 12:46
412. Kẻ bội giáo không ăn nó — Ex. 12:43
413. Công nhân hay nô lệ không ăn nó — Ex. 12:45
414. Trai chưa cắt bao quy đầu không ăn nó — Ex. 12:48
415. Không được làm gẫy xương trong ngày lễ vượt qua — Ex. 12:46 Ps. 34:20
416. Không làm gãy cái xương vào ngày thứ hai của Lễ Vượt Qua — Num. 9:12
417. Không bỏ dư thừa thịt vào ngày lễ vượt qua cho đến khi buổi sáng — Ex. 12:10
418. Không bỏ thừa thức ăn vào ngày thứ hai của Lễ Vượt Qua cho đến khi buổi sáng — Num. 9:12
419. Không để thừa thịt của ngày lễ vào ngày 14 cho đến ngày 16 — Deut. 16:4
420. Có mặt tại đền thờ vào Lễ Vượt Qua, Lễ Ngũ Tuần, và Lễ Lều Tạm — Deut. 16:16
421. Tổ chức Ba lễ hội hành hương (mang một vật cầu an) — Ex. 23:14
422. Vui mừng vào ba ngày tết Lễ Vượt Qua, Lễ Ngũ Tuần, và Lễ Lều Tạm (mang của lễ bình an) — Deut. 16:14
423. Không xuất hiện tại đền thờ mà không có lễ hiến dâng — Deut. 16:16
424. Không kiềm chế sự vui mừng với, và tặng quà cho vương triều nhà Lê Vi — Deut. 12:19
425. Tất cả mọi người tụ họp vào Lễ Lều Tạm vào năm thứ bảy — Deut. 31:12
426. Tách biệt những con vật đầu lòng — Ex. 13:12
427. Kohanim không ăn thịt động vật đầu lòng trong sạch bên ngoài Đất Thánh Jerusalem — Deut. 12:17
428. Không chuộc lại con trai đầu lòng của bò, chiên, hay dê — Num. 18:17
429. Tách biệt con thú thứ mười ra chỗ riêng biệt khỏi bầy đàn — Lev. 27:32
430. Không chuộc lại con thú thứ mười — Lev. 27:33
431. Mỗi người phải mang theo một của lễ chuộc tội (trong đền thánh) khi họ phạm tội — Lev. 4:27
432. Mang một asham talui (hiến dâng của lễ cho đền thánh) khi không chắc chắn về tội lỗi của bản thân — Lev. 5:17-18
433. Mang một asham talui (hiến dâng của lễ cho đền thánh) khi đã chắc chắn về tội lỗi của bản thân — Lev. 5:25
434. Mang một Oleh v'yored (dâng hiến đền thánh) và dâng hiến (nếu người đó là giàu có, một con vật, nếu người nghèo, một con chim hoặc dâng hiến bữa ăn) — Lev. 5:7-11
435. Tòa án Sanhedrin phải làm lễ dâng hiến (trong đền thờ) khi vi phạm luật, phạm lỗi — Lev. 4:13
436. Một người phụ nữ có vấn đề về (âm đạo) phải hiến dâng của lễ cho đền thánh sau khi cô ấy đi tắm nước phép ở hồ Mikveh — Lev. 15:28-29
437. Một người phụ nữ đã sinh phải mang của lễ dâng hiến (trong đền thánh) sau khi cô đi tắm nước thánh ở Mikveh — Lev. 12:6
438. Một người đàn ông có dấu hiệu đi tiểu không tự nhiên, bị di tinh, người đó phải hiến dâng của lễ cho đến thánh sau khi đi tắm nước phép ở hồ Mikveh — Lev. 15:13-14
439. Người bị bệnh ngoài da phải hiến dâng của lễ cho đến thánh sau khi đi tắm nước phép ở hồ Mikveh — Lev. 14:10
440. Không thay thế con thú khác cho sự hy sinh — Lev. 27:10
441. Con vật mới, ngoài sự thay thế, vẫn giữ lại để hiến tế — Lev. 27:10
442. Không thay thế con thú đầu lòng với con thú không khác để hiến tế — Lev. 27:26
443. Tuân thủ luật về người ô uế đã chết; Num. 19:14
444. Gìn giữ một con bò cái lông đỏ, không tật nguyền, không tì vết, và chưa thụ thai Red Heifer (Para Aduma) — Num. 19:2
445. Tuân thủ luật về nước tưới — Num. 19:21
446. Tuân theo quy tắc luật pháp về bệnh ngoài da của con người tzara'at theo quy định trong Torah — Lev. 13:12
447. Các metzora không loại bỏ các dấu hiệu của các tạp chất — Deut. 24:8
448. Metzora (da động vật có dấu hiệu bệnh lý) không cạo tóc để che đi những dấu hiệu của sự không tinh khiết; Lev. 13:33
449. Khi người nào mắc bệnh ngoài da, người ấy phải xé rách quần áo, để tóc dài, và lấy tay che môi miệng mình — Lev. 13:45
450. Thực hiện các quy tắc quy định cho việc thanh tẩy cho những người bị bệnh ngoài da metzora — Lev. 14:2
451. Người bị bệnh ngoài da phải cạo tóc và lông tóc trên cơ thể sau khi đã được thanh tẩy — Lev. 14:9
452. Ăn mặc quần áo theo quy tắc luật pháp về bệnh ngoài da của con người tzara'at — Lev. 13:47
453. Thực hành quy tắc luật pháp về bệnh ngoài da của con người tzara'at trong nhà — Lev. 13:34
454. Tuân thủ luật pháp Niddah dịch chất không tinh khiết của thời kỳ kinh nguyệt — Lev. 15:19
455. Tuân thủ luật pháp về sự không tinh khiết qua sinh đẻ — Lev. 12:2
456. Tuân thủ luật pháp của dịch chất gây ra bởi phụ nữ trong Chu kỳ kinh nguyệt — Lev. 15:25
457. Tuân thủ luật pháp về dịch chất tiết ra bên ngoài xuất phát từ bên trong cơ thể bởi một người đàn ông (tinh dịch) —
Lev. 15:3
458. Tuân thủ luật pháp về thực phẩm không trong sạch liên quan đến những động vật bị chết trong tự nhiên — Lev. 11:39
459. Tuân thủ luật pháp về thực phẩm không trong sạch liên quan côn trùng và các loại bò sát — Lev. 11:29
460. Tuân thủ luật pháp của dịch chất và phóng tinh (xuất tinh thường xuyên, với tinh dịch bình thường) — Lev. 15:16
461. Tuân thủ luật pháp về thực phẩm không trong sạch liên quan đến chất lỏng và các loại thực phẩm rắn — Lev. 11:34
462. Những người không tinh khiết phải đắm mình trong hồ nước phép Mikvah để thanh tẩy bản thân và trở nên tinh khiết — Lev. 15:16
463. Tòa án phải xét thiệt hại phát sinh bởi một con bò Göring — Ex. 21:28
464. Tòa án phải đánh giá những thiệt hại phát sinh do một động vật ăn — Ex. 22:4
465. Tòa án phải đánh giá những thiệt hại phát sinh do một hố — Ex. 21:33
466. Tòa án phải đánh giá những thiệt hại phát sinh do hỏa hoạn gây ra — Ex. 22:5
467. Không ăn cắp tiền theo cách tinh vi thủ đoạn lừa đảo hay nói dối — Lev. 19:11
468. Toà án phải thực hiện các biện pháp trừng phạt đối với kẻ trộm cắp — Ex. 21:37
469. Phải có trách nhiệm đo đạc cân đếm cân đo chính xác — Lev. 19:36
470. Không đo đạc cân đo gian dối — Lev. 19:35
471. Không cân đo gian dối ngay cả khi không sử dụng — Deut. 25:13
472. Không di chuyển ranh giới đất đai để ăn cắp tài sản của người khác — Deut. 19:14
473. Không bắt cóc — Standard->Ex. 20:14 Yemenite->Ex. 20:13
474. Không ăn cắp lộ liễu — Lev. 19:13
475. Không giữ tiền lương của người khác, không khấu trừ tiền lương hoặc không trả được nợ — Lev. 19:13
476. Không thèm muốn, không lập kế hoạch để chiếm tài sản của người khác — Standard->Ex. 20:15 Yemenite->Ex. 20:14
477. Không thèm muốn tài sản của người khác — Standard->Deut. 5:19 Yemenite->Deut. 5:18
478. Trả lại đồ ăn cắp hoặc giá trị của nó — Lev. 5:23
479. Không bỏ mặc của rơi — Deut. 22:3
480. Trả lại của rơi — Deut. 22:1
481. Toà án phải thực hiện luật chống lại các cuộc tấn công người khác hoặc thiệt hại tài sản của người khác — Ex. 21:18
482. Cấm giết người — Standard->Ex. 20:13 Yemenite->Ex. 20:12
483. Không chấp nhận bồi thường bằng tiền để chuộc lỗi cho kẻ giết người — Num. 35:31
484. Toà án phải gửi cho kẻ giết người tình cờ đến một thành phố trú ẩn — Num. 35:25
485. Không chấp nhận bồi thường bằng tiền thay vì được gửi đến một thành ẩn náu — Num. 35:32
486. Không giết sát nhân trước khi tòa án xét xử — Num. 35:12
487. Cứu một người đang bị truy nã thậm chí bằng cách giết những người theo đuổi — Deut. 25:12
488. Không thương xót kẻ giết người — Num. 35:12
489. Không đứng làm ngơ nếu cuộc sống của một ai đó đang gặp nguy hiểm — Lev. 19:16
490. Tạo ra các thành phố cho người tị nạn và chuẩn bị các tuyến đường tiếp cận — Deut. 19:3
491. Bẻ gãy cổ con bò cái trong khe nước sau vụ ám sát chưa giải quyết — Deut. 21:4
492. Không làm việc không trồng cây nơi dòng sông chảy — Deut. 21:4
493. Không tạo những cạm bẫy và chướng ngại vật để bảo vệ tài sản của bạn — Deut. 22:8
494. Thực hiện một đường sắt bảo vệ xung quanh mái ngang — Deut. 22:8
495. Không gây khó khăn, không tạo chướng ngại vật, không chọc phá người mù, không đưa lời khuyên để hãm hại người khác — Lev. 19:14
496. Giúp loại bỏ gắn nặng từ một con thú mà nó không thể mang them — Ex. 23:5
497. Giúp đỡ người khác vận chuyển thú vật — Deut. 22:4
498. Không bỏ mặc người khác với gánh nặng của họ (nhưng hãy giúp đỡ hoặc vận chuyển và mang vác đồ) — Deut. 22:4
499. Làm ăn buôn bán kinh doanh dựa vào luật pháp kinh thánh Torah — Lev. 25:14
500. Không ra giá quá cao hoặc không trả tiền cho các văn bản luật pháp giấy tờ — Lev. 25:14
501. Không xúc phạm hoặc không gây tổn hại cho bất cứ ai với lời nói — Lev. 25:17
502. Không được lừa tiền bạc với người cải đạo — Ex. 22:20
503. Không được lăng mạ, sỉ nhục, hãm hại người cải đạo — Ex. 22:20
504. Mua nô lệ Do Thái dựa vào lề luật — Ex. 21:2
505. Không bán người thân như bán nô lệ — Lev. 25:42
506. Không bóc lột sức lao động — Lev. 25:43
507. Không để ngoại kiều ngược đãi đồng bào mình. — Lev. 25:53
508. Không bắt đồng bào làm việc như nô lệ — Lev. 25:39
509. Cho anh ta quà tặng khi anh ta được tự do — Deut. 15:14
510. Không cho anh ta ra đi tay không — Deut. 15:13
511. Mua chuộc nô lệ phụ nữ Do Thái — Ex. 21:8
512. Cưới nô lệ phụ nữ Do Thái — Ex. 21:8
513. Ông chủ không được bán nô lệ nữ — Ex. 21:8
514. Nô lệ Canaanite phải làm việc suốt đời trừ khi chân tay bị thương — Lev. 25:46
515. Không bắt và không giao trả nô lệ chạy trốn đến Israel — Deut. 23:16
516. Không đối xử tệ bạc với nô lệ di trú ở Israel — Deut. 23:16
517. Toà án phải thực hiện luật pháp lên công nhân thuê và vệ sĩ thuê — Ex. 22:9
518. Trả lương vào ngày họ đã kiếm được — Deut. 24:15
519. Không chậm trễ thanh toán tiên lương quá thời gian thỏa thuận — Lev. 19:13
520. Công nhân thuê có thể ăn từ các loại cây trồng chưa thu hoạch nơi làm việc — Deut. 23:25
521. Công nhân không được ăn trong thời gian thuê — Deut. 23:26
522. Công nhân không lấy nhiều thức ăn vượt khả năng ăn uống bản thân — Deut. 23:25
523. Không bịt miệng một con bò trong khi cày — Deut. 25:4
524. Toà án phải thực hiện pháp luật lên người mượn tiền — Ex. 22:13
525. Toà án phải thực hiện pháp luật lên một bảo vệ chưa được trả tiền lương — Ex. 22:6
526. Cho vay đối với người nghèo và người bần cùng — Ex. 22:24
527. Không chèn ép người mượn tiền nếu ngươi biết họ không có khả năng chi trả — Ex. 22:24
528. Buộc những kẻ thờ thần tượng hình tượng trả lại những gì họ thiếu — Deut. 15:3
529. Các chủ nợ không chèn ép không lấy đi tài sản thế chấp của con nợ — Deut. 24:10
530. Trả lại tài sản thế chấp cho các con nợ khi cần thiết — Deut. 24:13
531. Không chậm trễ trả tiền khi cần thiết — Deut. 24:12
532. Không yêu cầu tài sản thế chấp từ một góa phụ — Deut. 24:17
533. Không yêu cầu đồ dùng làm thế chấp cần thiết cho việc chuẩn bị thực phẩm — Deut. 24:6
534. Không cho vay với lãi suất — Lev. 25:37
535. Không vay tiền có lãi suất — Deut. 23:20
536. Không làm trung gian cho một lãi vay, bảo lãnh, nhân chứng, hoặc viết giấy hẹn — Ex. 22:24
537. Cho vay và vay từ kẻ thờ thần tượng với lãi suất — Deut. 23:21
538. Toà án phải thực hiện luật pháp lên nguyên đơn, thừa nhận hoặc người từ chối — Ex. 22:8
539. Tuân thủ luật thừa kế — Num. 27:8
540. Bổ nhiệm thẩm phán — Deut. 16:18
541. Không bổ nhiệm thẩm phán là người không quen thuộc với các thủ tục tư pháp — Deut. 1:17
542. Quyết định theo số đông trong trường hợp tranh chấp ý kiến — Ex. 23:2
543. Tòa án không thực hiện thông qua một phần lớn của một; ít nhất là một phần lớn của hai bên là cần thiết — Ex. 23:2
544. Một thẩm phán người đã trình bày một lời cầu xin tha bổng không phải trình bày một lập luận để kết tội trong trường hợp tử hình — Deut. 23:2
545. Toà án phải thực hiện án tử hình ném đá — Deut. 22:24
546. Toà án phải thực hiện án tử hình thiêu sống — Lev. 20:14
547. Toà án phải thực hiện án tử hình khai đao chặt đầu chém cổ — Ex. 21:20
548. Toà án phải thực hiện án tử hình treo cổ — Lev. 20:10
549. Tòa án phải treo cổ hoặc ném đá tử hình những kẻ thờ hình tượng, thờ thần tượng, và những kẻ báng bổ — Deut. 21:22
550. Chôn cất thực thi vào ngày họ bị giết — Deut. 21:23
551. Không chậm trễ trong việc chôn cất qua đêm — Deut. 21:23
552. Phải giết bọn phù thủy pháp sư — Ex. 22:17
553. Tòa án phạt roi người phạm pháp — Deut. 25:2
554. Tòa án không phạt vượt quá số lượng quy định của hình phạt roi — Deut. 25:3
555. Tòa án không giết bất cứ ai dựa vào bằng chứng gián tiếp — Ex. 23:7
556. Tòa án không trừng phạt người bị ép buột vi phạm luật pháp — Deut. 22:26
557. Một thẩm phán không thương xót những kẻ giết người hay kẻ hiếp dâm — Deut. 19:13
558. Tòa án cấm không được thương xót và cấm thiên vị cho người nghèo — Lev. 19:15
559. Tòa án cấm không được kiêng nể người quyền thế, người vĩ đại, người nổi tiếng, hay lãnh tụ tại tòa án — Lev. 19:15
560. Một thẩm phán không đưa ra quyết định không công bằng trong trường hợp của kẻ vi phạm thường xuyên — Ex. 23:6
561. Một thẩm phán cấm không được làm sai công lý — Lev. 19:15
562. Thẩm phán không được làm sai luật trong trường hợp liên quan đến người cải đạo hoặc trẻ mồ côi — Deut. 24:17
563. Phải xét xử công chính — Lev. 19:15
564. Thẩm phán không phải lo sợ một người đàn ông bạo lực trong bản án — Deut. 1:17
565. Các thẩm phán không chấp nhận ăn hối lộ — Ex. 23:8
566. Các thẩm phán không chấp nhận lời khai trừ khi cả hai bên không có mặt cùng lúc — Ex. 23:1
567. Không chửi quan toà — Ex. 22:27
568. Không chửi người đứng đầu tòa án tôn giáo Sanhedrin — Ex. 22:27
569. Không nguyền rủa bất kỳ Người Do Thái công chính — Lev. 19:14
570. Bất cứ ai biết chứng cứ phải ra làm chứng tại tòa án — Lev. 5:1
571. Cẩn thận thẩm vấn các nhân chứng — Deut. 13:15
572. Một nhân chứng không hành động như là một thẩm phán trong tội ác hình sự — Deut. 19:17
573. Không chấp nhận lời khai của một nhân chứng duy nhất — Deut. 19:15
574. Kẻ vi phạm không phải làm chứng — Ex. 23:1
575. Thân nhân của các đương sự không được làm chứng — Deut. 24:16
576. Không làm chứng dối — Standard->Ex. 20:14 Yemenite->Ex. 20:13
577. Trừng phạt những người làm chứng sai sự thật như họ cố gắng để trừng phạt các bị cáo — Deut. 19:19
578. Hành động theo phán quyết tòa án của Sanhedrin — Deut. 17:11
579. Không đi chệch khỏi những mệnh lệnh của Sanhedrin — Deut. 17:11
580. Không thêm thắt Kinh Thánh Torah — Deut. 13:1
581. Không ăn bớt Kinh Thánh Torah — Deut. 13:1
582. Không chửi ba má — Ex. 21:17
583. Không đánh mẹ cha — Ex. 21:15
584. Hiếu thảo ba má — Standard->Ex. 20:13 Yemenite->Ex. 20:12
585. Hiếu thảo và kính sợ cha mẹ — Lev. 19:3
586. Không là đứa con trai hoang đàng ăn chơi lạc lõng lêu lổng — Deut. 21:18
587. Khóc thương cho gia quyến — Lev. 10:19
588. Thượng Tế không làm ô uế bản thân vì gia quyến — Lev. 21:11
589. Thượng Tế không đến gần xác chết — Lev. 21:11
590. Một Kohen không làm ô uế mình (bằng cách đi đến đám tang hoặc nghĩa địa) cho bất cứ ai ngoại trừ người thân — Lev. 21:1
591. Chọn một vị Vua đến từ Israel — Deut. 17:15
592. Không chọn người nước ngoài — Deut. 17:15
593. Vua không được có nhiều vợ — Deut. 17:17
594. Vua không được có nhiều ngựa — Deut. 17:16
595. Vua không được có nhiều vàng bạc — Deut. 17:17
596. Diệt chủng bảy quốc gia của chủng tộc Canaanite — Deut. 20:17
597. Giết sạch không bỏ sót — Deut. 20:16
598. Diệt chủng bọn con cháu hậu duệ dòng dõi Amalek — Deut. 25:19
599. Ghi nhớ và khắc sâu trong tim những gì bọn Amalek đã làm với dân tộc Do Thái — Deut. 25:17
600. Không bao giờ quên tội ác và phục kích mà bọn Amalek đã làm với dân Do Thái trong chuyến hành trình Ai Cập và trong sa mạc — Deut. 25:19
601. Không ở vĩnh viễn tại Ai Cập — Deut. 17:16
602. Cung cấp điều kiện hòa bình cho các cư dân của một thành phố trong khi giữ bao vây, và đối xử với họ dựa vào Kinh Thánh Torah nếu họ chấp nhận các điều khoản — Deut. 20:10
603. Không chấp nhận hòa bình với bọn Ammon và lũ Moab khi đang vây thành của chúng nó — Deut. 23:7
604. Không huỷ hoại cây thực phẩm, ngay cả trong cuộc bao vây — Deut. 20:19
605. Chuẩn bị nhà vệ sinh bên ngoài trại — Deut. 23:13
606. Chuẩn bị quốc xẻng cho mỗi người lính đào xới — Deut. 23:14
607. Bổ nhiệm một vị Linh mục để nói chuyện với những người lính trong chiến tranh — Deut. 20:2
608. Ông đã lấy một người vợ, xây dựng một ngôi nhà mới, hoặc trồng một vườn nho được cho một năm để vui mừng với tài sản của mình — Deut. 24:5
609. Không yêu cầu từ phía trên bất kỳ sự tham gia, cộng đồng hoặc quân sự — Deut. 24:5
610. Không hoảng sợ và không rút lui trong chiến tranh — Deut. 20:3
611. Giữ luật pháp của phụ nữ bị giam cầm — Deut. 21:11
612. Không bán cô ấy làm nô lệ — Deut. 21:14
613. Không giữ lại cô ấy làm nô lệ sau khi có quan hệ tình dục với nàng — Deut. 21:14